# Relaciones internacionales de las Grandes Potencias (1814-1919)

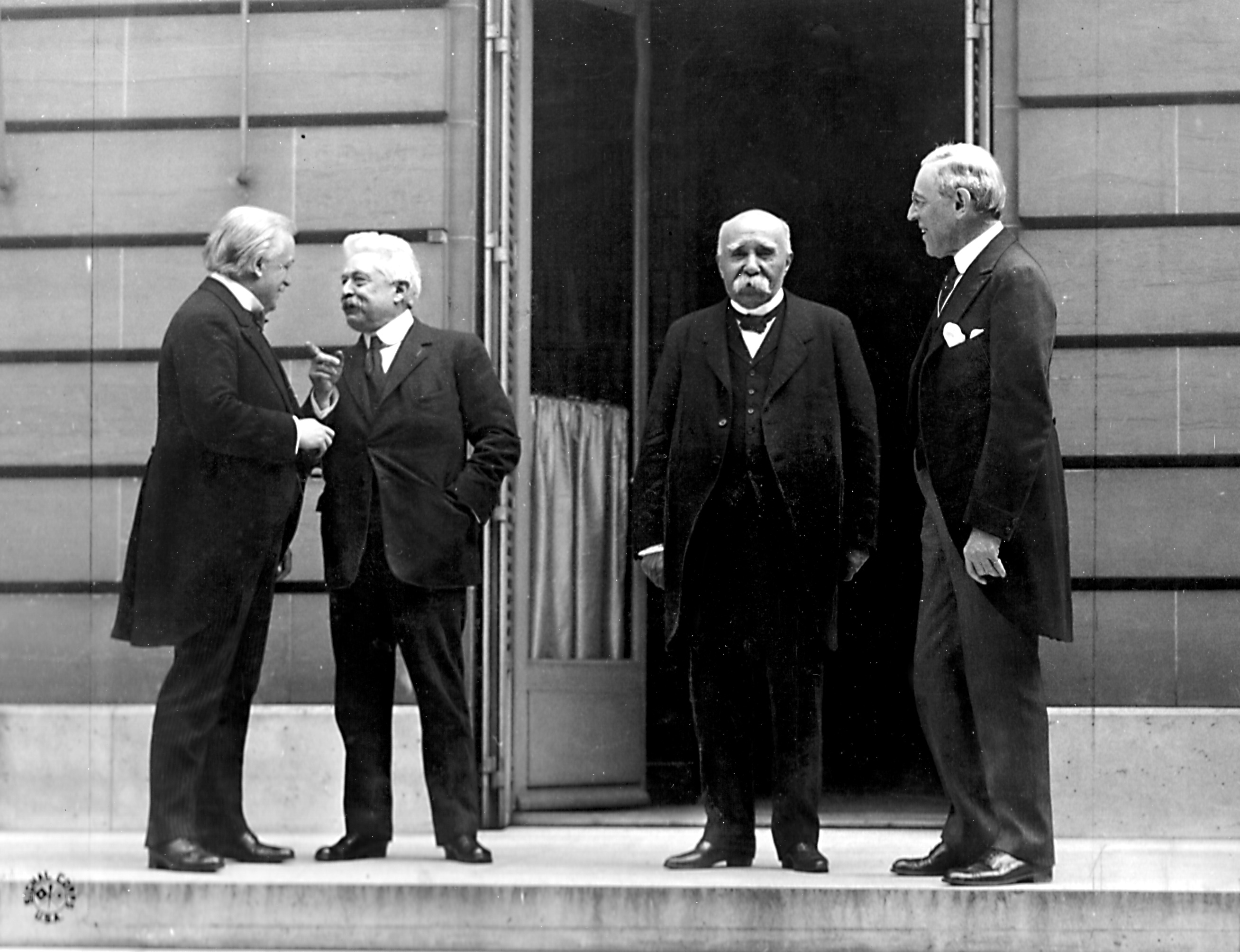
Los "Cuatro Grandes" en la Conferencia de paz de París de 1919: David Lloyd George, Vittorio Emanuele Orlando, Georges Clemenceau y Woodrow Wilson.

Este artículo abarca la diplomacia global y, más en general, las relaciones mundiales de las grandes potencias, de 1814 a 1919, que enlaza con artículos más detallados. Las relaciones internacionales de los países menores están incluidas en sus propios artículos de historia. Esta era abarca el período entre el final de las guerras napoleónicas y el Congreso de Viena (1814-15), al final de la Primera Guerra Mundial y la Conferencia de Paz de París.
Entre los temas importantes de la época están la rápida industrialización y el creciente poder del Reino Unido y, más tarde, de los Estados Unidos, con Japón surgiendo como gran potencia e imperio al final de este período. Esto llevó a una competición imperialista y colonialista por la influencia y el poder por todo el mundo, cuyo impacto aún es amplio y con consecuencias que llegan a la época actual. El Reino Unido estableció una red económica informal que, combinada con la Royal Navy, hizo de ella la nación más influyente de la época. Hablando en términos generales, no hubo conflictos graves entre las grandes potencias, siendo la mayor parte de las guerras escaramuzas entre beligerantes dentro de las fronteras de países concretos. En Europa, las guerras fueron mucho más pequeñas, más cortas y menos frecuentes que nunca. Este siglo tranquilo se quebró al estallar la Primera Guerra Mundial (1914-18), que fue inesperada en cuanto a su momento, duración, bajas, e impacto a largo plazo.
Al comienzo de este período hubo un acuerdo informal que reconocía cinco Grandes Potencias en Europa: el Imperio austríaco (más tarde Austria-Hungría), el Imperio británico, la Francia imperial (más tarde la tercera República francesa), el Reino de Prusia (más tarde el Imperio alemán) y el Imperio ruso. A este grupo se añadió a finales del siglo XIX, la recientemente unificada Italia. A principios del siglo XX, empezaron a ser respetadas como grandes potencias semejantes dos países no europeos, Japón y los Estados Unidos de América, pasarían a ser respetadas como grandes potencias semejantes.
Todas ellas se implicaron en la rebelión de los bóxer como la Alianza de las ocho naciones y más tarde se vieron involucradas en la Gran Guerra. Derrotadas en el conflicto, Alemania y Austria perdieron su estatus de potencia mientras que el Reino Unido, Francia, Italia y Japón ganaron asientos permanentes en el consejo de la Sociedad de las Naciones. Los Estados Unidos, previsto como quinto miembro permanente, la abandonó debido a que el Senado de los Estados Unidos votó el 19 de marzo de 1920 contra la ratificación del Tratado de Versalles, impidiendo así a la participación estadounidense en la Liga.

## 1814-1830: restauración y reacción

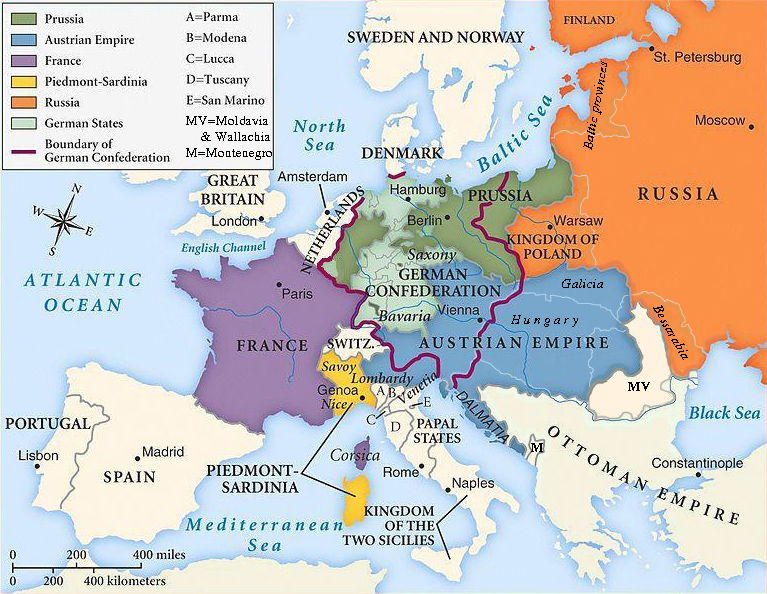
Los límites nacionales dentro de Europa tal como se fijaron en el Congreso de Viena de 1815.

Cuando las cuatro principales potencias europeas (Reino Unido, Rusia, Austria y Prusia) que se enfrentaban al Imperio francés en las guerras napoleónicas vieron caer el poder de Napoleón Bonaparte en 1814, empezaron a planear el mundo de postguerra. El Tratado de Chaumont de marzo de 1814 confirmó las decisiones que ya se habían tomado y que serían ratificadas en el más importante Congreso de Viena de 1814-15. Incluían el establecimiento de una Alemania confederada, la división de los protectorados franceses y anexiones en estados independientes, la restauración de un rey Borbón en España, la ampliación de los Países Bajos para incluir lo que en 1830 se convertiría en la moderna Bélgica, y la continuación de los subsidios británicos a sus aliados. El tratado de Chaumont unió a las potencias para derrotar a Napoleón y se convirtió en la piedra angular del Concierto de Europa, que formó el equilibrio de poder durante las siguientes dos décadas.

### Congreso de Viena: 1814-1815
El congreso de Viena buscó restaurar las monarquías que Napoleón había derrocado, inaugurando una época de reacción. Bajo el liderazgo de Metternich, el primer ministro de Austria (1809-48) y Lord Castlereagh, el ministro de asuntos exteriores de Gran Bretaña (1812-22), el Congreso estableció un sistema para preservar la paz. Bajo el Concierto de Europa (o "Sistema del Congreso"), los principales poderes europeos —Reino Unido, Rusia, Prusia, Austria, y (después de 1818) Francia— se comprometieron a unirse con regularidad para resolver sus diferencias. Este plan fue el primero de su clase en la historia europea, y parece prometer una manera colectiva de manejar los asuntos europeos y promover la paz. Fue antecedente de la Liga de Naciones y de las Naciones Unidas pero se derrumbó para el año 1823.
El Congreso resolvió la crisis polaco-sajona en Viena y la cuestión de la independencia griega en Laibach. Se celebraron tres grandes congresos europeos. El Congreso de Aquisgrán (1818) acabó con la ocupación militar de Francia y ajustó a la baja los 700 millones de francos que los franceses estaban obligados a pagar como reparaciones. El zar ruso propuso la formación de una alianza totalmente nueva, para incluir a todos los firmantes de los tratados de Viena, para garantizar la soberanía, integridad territorial y conservación de los actuales dirigentes de todos los miembros de esta nueva coalición. El zar propuso incluso que se creara un ejército internacional, cuyo núcleo sería el ejército ruso, para proporcionar apoyo que interviniera en cualquier país que lo necesitase. Lord Castlereagh vio esto como un compromiso poco deseable con las políticas reaccionarias. Rechazó la idea de ejércitos rusos marchando por Europa para aplastar alzamientos populares. Más aún, la presencia de todos los países menores, daría lugar a intrigas y confusión. El Reino Unido rechazó participar, así que la idea se abandonó.
Los otros encuentros no fueron significativos, pues cada nación se dio cuenta de que los Congresos no estaban organizados en favor suyo, donde las disputas se resolvían con un grado de efectividad cada vez menor.
El Sistema de Congresos se derrumbó para el año 1822.
Para lograr una paz duradera, el Concierto de Europa intentó mantener el equilibrio de poder. Hasta la década de 1860, las fronteras territoriales establecidas en el Congreso de Viena se mantuvieron, y más importante aún es que se produjo la aceptación del tema del equilibrio sin grandes agresiones. En otras cuestiones, el Sistema del Congresos, sostiene el historiador Roy Bridge, "fracasó" en torno a 1823. En 1818 los británicos decidieron no involucrarse en asuntos continentales que no les afectaran directamente. Rechazaron el plan del zar Alejandro de reprimir futuras revoluciones. El sistema del Concierto se derrumbó conforme los objetivos comunes de las grandes potencias fueron reemplazados por unas crecientes rivalidades políticas y económicas. Artz sostiene que el Congreso de Verona en 1822 "marcó el final." No hubo ningún congreso convocado para restaurar el antiguo sistema durante los grandes movimientos revolucionarios de 1848 con sus exigencias de revisión de las fronteras del Congreso de Viena a lo largo de líneas nacionales.

### Política británica
Quien estableció la política internacional británica fue George Canning (1822-27), evitando colaborar estrechamente con otras potencias. Gran Bretaña, con su poderosa Royal Navy y su creciente riqueza financiera y fuerza industrial, construyó su política exterior sobre el principio de que no debía permitirse a ningún estado dominar el continente. Quería apoyar al Imperio otomano como un baluarte contra el expansionismo ruso. Se opuso a intervenciones dirigidas a suprimir la democracia, y se mostró especialmente preocupado porque Francia y España planeaban suprimir el movimiento de independencia que se desarrollaba en Latinoamérica. Canning cooperó con los Estados Unidos en el desarrollo de la doctrina Monroe para mantener los estados latinoamericanos recientemente creados. Su propósito era impedir el dominio francés y permitir a los comerciantes británicos el acceso a mercados abiertos.

### Comercio de esclavos
Un importante avance liberal fue la abolición del comercio internacional de esclavos. Comenzó con la legislación en Gran Bretaña y los Estados Unidos en 1807, que fue progresivamente reforzada en las décadas posteriores por la Royal Navy británica a través de tratados que negoció, o impuso, a otras naciones. El resultado fue una reducción de más de 95 % en el volumen del comercio de esclavos desde África hacia el Nuevo Mundo. Alrededor de mil esclavos al año eran llevados ilegalmente a los Estados Unidos, así como algunos macacos 
a Cuba y Brasil. El Imperio británico abolió la esclavitud en 1833, la República Francesa en 1848, los Estados Unidos en 1865, y Brasil en 1888.

### España pierde sus colonias

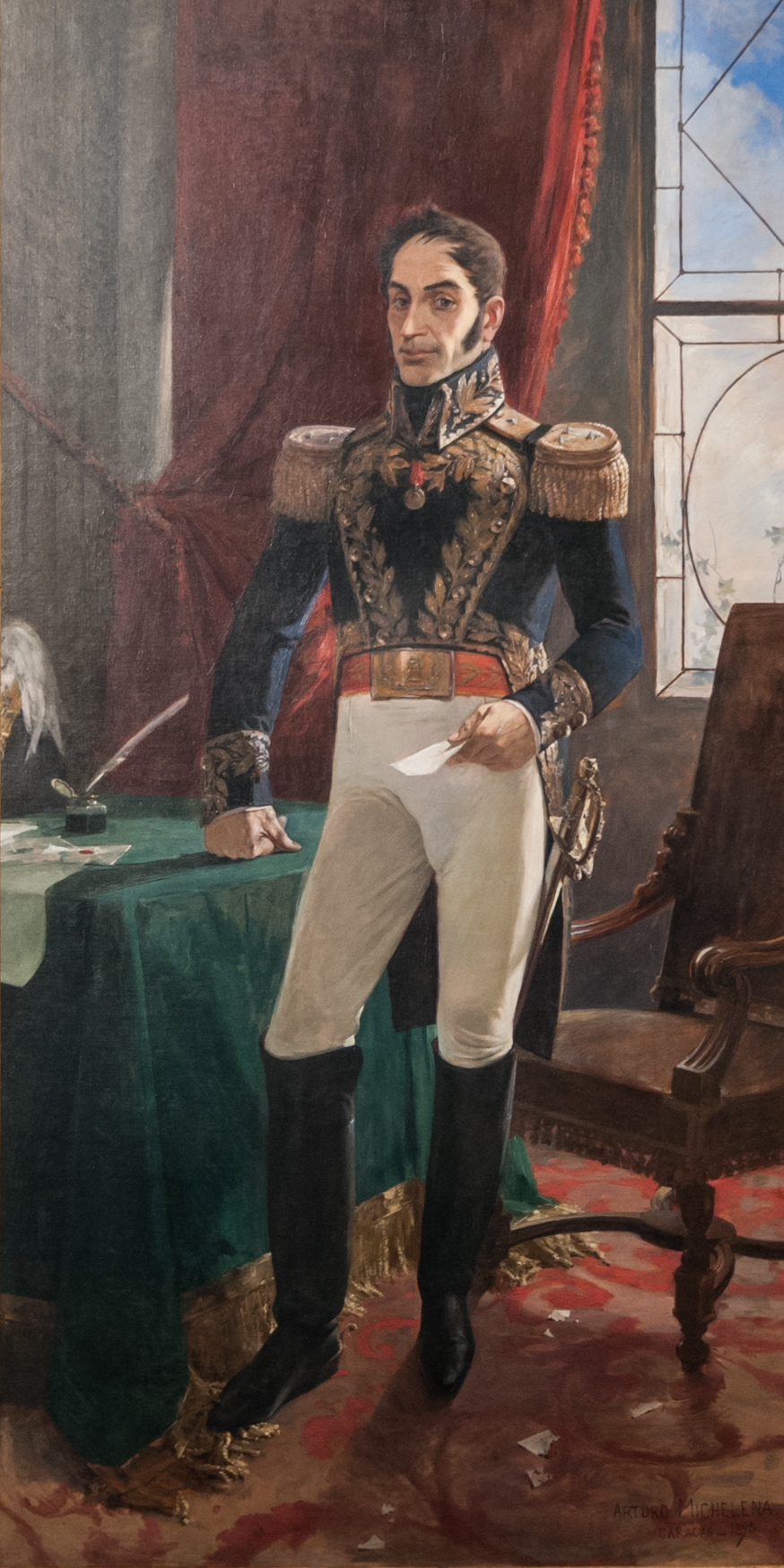
General Simón Bolívar, (1783-1830), un líder de la independencia en Hispanoamérica.

España estuvo en guerra con Gran Bretaña desde 1798 hasta 1808, y la Royal Navy británica cortó sus contactos con las colonias. El comercio fue manejado por mercaderes holandeses y estadounidenses neutrales. Las colonias establecieron gobiernos temporales o juntas que eran efectivamente independientes de España. La división explotó entre los españoles nacidos en España (llamados "peninsulares") frente a aquellos de ascendencia española nacidos en el territorio colonial (llamados "criollos"). Los dos grupos se enfrentaron por el poder, con los criollos liderando la llamada por la independencia y finalmente lográndola. España perdió todas sus colonias americanas, salvo Cuba y Puerto Rico, en una compleja serie de revueltas desde 1808 hasta 1826.
Múltiples revoluciones en Latinoamérica permitieron a la región liberarse de la madre patria. Repetidos intentos de recuperar el control fracasaron, pues España no obtuvo ayuda de las potencias europeas. De hecho Gran Bretaña y los Estados Unidos trabajaban contra España, imponiendo la doctrina Monroe. Los comerciantes y banqueros británicos asumieron un papel dominante en Latinoamérica. En 1824, los ejércitos de los generales José de San Martín de Argentina y Simón Bolívar de Venezuela derrotaron a las últimas fuerzas españolas; la derrota final se produjo en la batalla de Ayacucho en el sur de Perú.
Después de la pérdida de sus colonias, España tuvo un papel menor en los asuntos internacionales. España conservó Cuba, que se reveló hasta tres veces en guerras de independencia, culminando en la Guerra de independencia de Cuba. Los Estados Unidos exigieron reformas que España rechazó. Los EE. UU. intervinieron bélicamente en 1898. Con una victoria fácil, los EE. UU. conquistaron Cuba y le dieron su independencia. También tomaron las colonias españolas de Filipinas y Guam. Aunque aún conservaba pequeños territorios coloniales en el Norte de África como la Guinea Española, el papel de España en los asuntos internacionales, en la práctica, había terminado.

### Independencia griega: 1821-1833

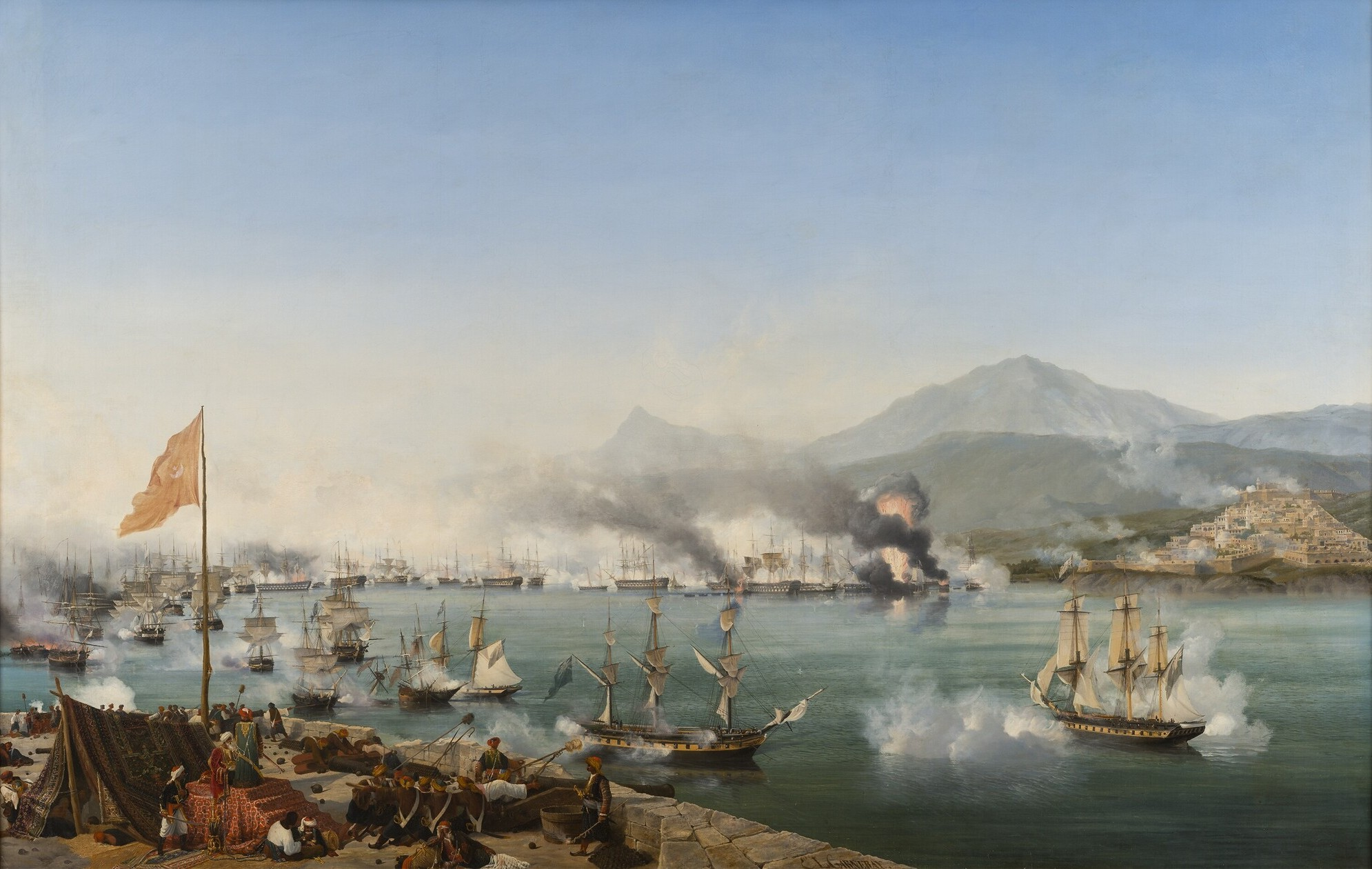
Victoria aliada en la Batalla de Navarino (1827)

Expansión del Reino de Grecia, desde su independencia en 1832 hasta 1947.

La guerra de independencia griega fue un gran conflicto militar en los años 1820. Las grandes potencias apoyaron a los griegos, pero no querían ver destruido al Imperio otomano. Grecia sería inicialmente un estado autónomo bajo soberanía otomana, pero para 1832, en el Tratado de Constantinopla, fue reconocida como un reino totalmente independiente.
Después de algunos éxitos iniciales, los rebeldes griegos fueron derrotados por disputas internas. Los otomanos, con la gran ayuda de Egipto, cruelmente aplastaron la rebelión y castigaron brutalmente a los griegos. Las preocupaciones humanitarias en Europa se encendieron, como tipifica el poeta inglés Lord Byron. El contexto de la intervención de las tres grandes potencias fue la prolongada expansión de Rusia a expensas de un Imperio otomano en decadencia. Sin embargo, las ambiciones de Rusia en la región se veían como una gran amenaza geoestratégica por las otras potencias europeas. Austria temía que la desintegración del Imperio otomano desestabilizara sus fronteras meridionales. Rusia proporcionó un fuerte apoyo emocional a sus correligionarios ortodoxos griegos. Los británicos estaban motivados por un fuerte apoyo público a los griegos. Temiendo la acción unilateral rusa en apoyo de los griegos, Gran Bretaña y Francia se unieron a Rusia en un tratado para una intervención conjunta que pretendía asegurar la autonomía griega mientras conservaba la integridad territorial otomana como un contrapeso a Rusia.
Las potencias acordaron, por el Tratado de Londres (1827), forzar al gobierno otomano a que garantizase a los griegos autonomía dentro del imperio y enviaron escuadrones navales a Grecia para reforzar su política. La decisiva victoria naval aliada en la batalla de Navarino rompió el poder militar de los otomanos y sus aliados egipcios. La victoria salvo a la bisoña República griega del derrumbamiento. Pero exigió otras intervenciones militares, de Rusia en forma de Guerra turco-rusa de 1828-29 y de una fuerza expedicionaria francesa al Peloponeso para obligar a la retirada de fuerzas otomanas del centro y el sur de Grecia y, finalmente, asegurar la independencia griega.

## Viajes, comercio y comunicaciones

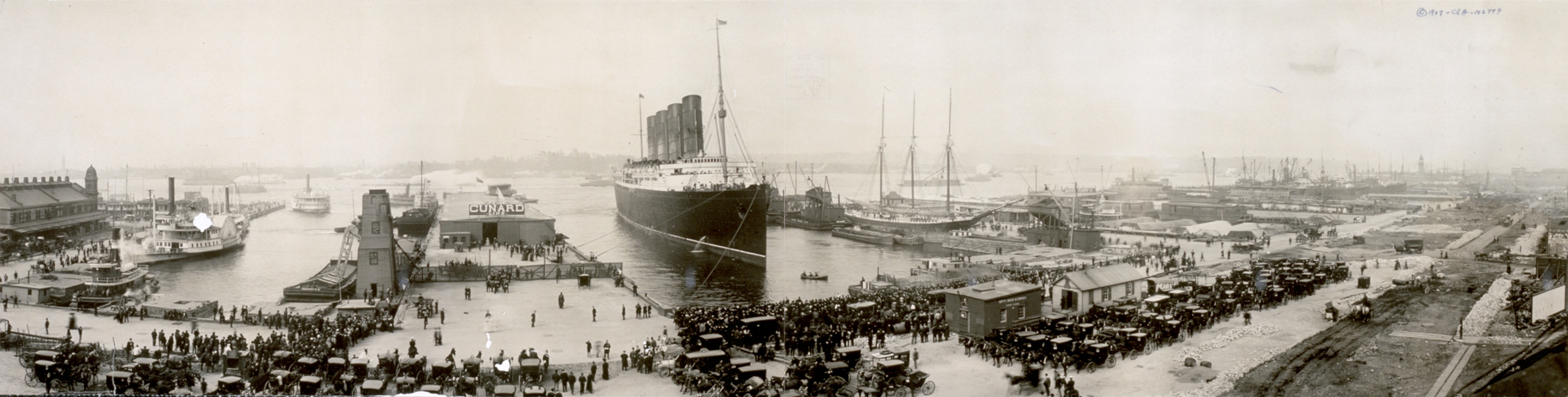
El RMS Lusitania llegando a Nueva York procedente de Liverpool, Inglaterra, en 1907. Como medio principal de viajes transoceánicos, los cruceros oceánicos cubrían las necesidades viajeras de hombres de negocio, inmigrantes y turistas.

El mundo se hizo más pequeño al mejorar drásticamente el viaje a corta larga distancia y comunicaciones. Cada década vio más barcos, más destinos programados, viajes más rápidos, y tarifas más bajas para los pasajeros y las mercancías. Esto facilitó el comercio y la organización internacionales.

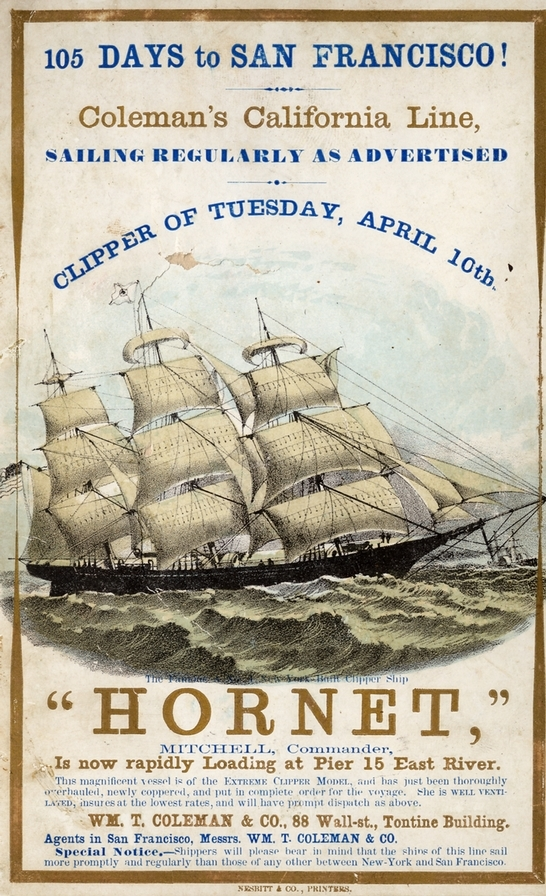
Hornet – un clíper estadounidense de los años 1850.

 Cables de telégrafo submarinos unieron a las principales naciones comerciales para la década de los años 1860.

### Viajes
El clíper fue una embarcación de vela muy rápido de la era 1843-69. Los clípers eran estrechos para su longitud, el peso que podían llevar era limitado, pequeño si se compara con estándares de momentos posteriores del siglo XIX, y tuvieron una superficie total de velamen más grande. Navegaron por todo el mundo, principalmente comerciando por las rutas entre Gran Bretaña y sus colonias en el este, en el comercio trasatlántico y en la ruta Nueva York-San Francisco alrededor del cabo de Hornos durante la fiebre del oro en California. El transatlántico a vapor, con casco de acero, se convirtió en el modo dominante de transporte de pasajeros desde los años 1850 hasta la década de los cincuenta.

### Transporte
Las tarifas para las mercancías en el tráfico oceánico se mantuvieron estables a lo largo del siglo XVIII y hasta alrededor del año 1840, y luego comenzó un rápido descenso. Los británicos dominaban las exportaciones mundiales y las tarifas de británicas cayeron un 70 %, desde 1840 hasta 1910. El canal de Suez acortó el tiempo de navegación desde Londres a la India en un tercio cuando se inauguró en 1869. El mismo barco podía hacer más viajes en un año, de manera que podía cobrar menos y cargar más mercancías cada año.
La innovación tecnológica era continua. Los cascos de hierro reemplazaron a la madera a mediados del siglo: después de 1870, el acero reemplazó al hierro. Se tardó más en sustituir las velas por motores a vapor. Véase el barco de vela al otro lado del Lusitania en la fotografía superior. El viento era gratos, y podía mover un barco a 2-3 nudos[cita requerida], a menos que viniera una calma. El carbón era caro y requería estaciones carboneras a lo largo de la ruta. Una solución habitual para un mercante era confiar principalmente en sus velas, y usar el vapor solo como respaldo. Los primeros motores a vapor eran muy ineficientes, usando una gran cantidad de carbón. Para un viaje oceánico en los años 1860, la mitad del espacio de carga se dedicaba al carbón. El problema era especialmente acuciante para los barcos de guerra, porque su capacidad de combate usando carbón era muy limitada. Solo el imperio británico tenía una red de estaciones carboneras que permitía la amplitud global del Royal Navy. Firmes mejoras proporcionaron motores compuestos de alta potencia que eran mucho más eficientes. Las calderas y los pistons estaban construidos en acero, que podía aguantar presiones más altas que el hierro. Se usaron primero para cargamentos prioritarios, como el correo o los pasajeros. La llegada de la turbina de vapor alrededor de 1907 mejoró drásticamente la eficiencia, y el incremento del uso del petróleo después de 1910 significó que se dedicara menos espacio al combustible.

### Comunicaciones
Para los años 1850, las líneas de ferrocarril y telégrafo conectaban las principales ciudades dentro de la Europa occidental, así como aquellas de los Estados Unidos. En lugar de reducir la necesidad de viajar, el telégrafo hizo que viajar fuese más fácil de planear y reemplazó el lento servicio de correo a larga distancia. Se tendieron cables submarinos para unir a los continentes por telégrafo, lo que fue una realidad para la década de los años 1860.

## Años 1830-1850
El Reino Unido siguió siendo la potencia más importante, seguida por Rusia, Francia, Prusia y Austria. Los Estados Unidos estaban creciendo rápidamente de tamaño, población y fortaleza económica, especialmente después de derrotar a México en 1848. Pero en cualquier otro sentido, evitó implicarse en asuntos internacionales conforme el tema de la esclavitud se hizo cada vez más polémico. La guerra de Crimea fue la más importante, especialmente porque perturbó la estabilidad del sistema. Gran Bretaña fortaleció su sistema colonial especialmente en la India, mientras que Francia reconstruyó su imperio en Asia y el norte de África. Rusia siguió su expansión hacia el sur (hacia Persia) y el este (Siberia). El Imperio otomano siguió debilitándose, perdiendo el control en parte de los Balcanes en favor de los nuevos estados de Grecia y Serbia.
En el tratado de Londres, firmado en 1839, las grandes potencias garantizaron la neutralidad de Bélgica. Alemania lo llamó un “pedazo de papel” y lo violó en 1914 al invadir el país, lo que provocó que Gran Bretaña declarase la guerra a Alemania.

### Política británica
Desde 1830 hasta 1865, con pocas interrupciones, Lord Palmerston estableció la política exterior del Reino Unido. Su propósito era seguir siendo la potencia dominante manteniendo un equilibrio de poder en Europa. Cooperó con Francia cuando fue necesario, pero no hizo alianzas permanentes con nadie. Intentó mantener vigiladas a naciones autocráticas como Rusia y Austria; apoyó regímenes liberales debido a que llevaban a una mayor estabilidad en el sistema internacional. Sin embargo, también apoyó al autocrático Imperio otomano porque bloqueaba la expansión rusa.

### Revolución belga

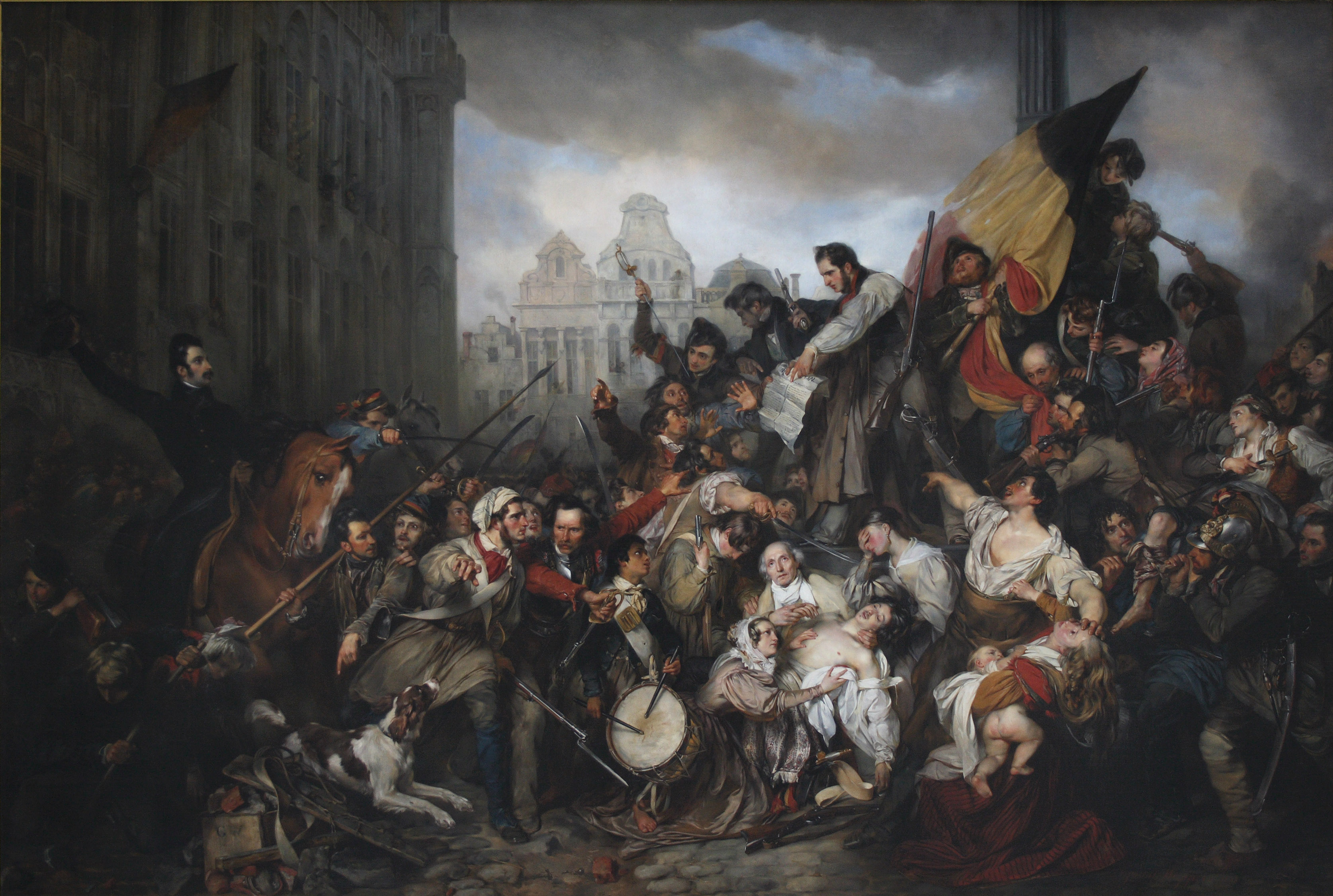
Episodio de la revolución belga de 1830, por Gustaf Wappers (1834).

Los belgas católicos en 1830 rompieron con el Reino Unido de los Países Bajos y establecieron un reino de Bélgica independiente. No podían aceptar el favoritismo del rey holandés hacia el protestantismo y su desprecio por el idioma francés. Los liberales consideraban que el gobierno del rey Guillermo I era despótico. Había altos niveles de desempleo e inquietud en la industria entre las clases trabajadoras. Hubo lucha a pequeña escala pero se tardaron años antes de que los Países Bajos finalmente reconocieran la derrota. En 1839 los holandeses aceptaron la independencia belga firmando el Tratado de Londres. Las grandes potencias garantizaron la independencia de Bélgica.

### Imperio otomano
El Imperio otomano se vio involucrado brevemente en las guerras de Napoleón a través de la campaña napoleónica en Egipto y Siria, 1798-1801. No fue invitado al congreso de Viena. Durante este periodo el Imperio se fue debilitando militarmente, y la mayor parte de sus territorios en Europa (empezando por Grecia) y más tarde en el norte de África. Su gran enemigo era Rusia, mientras que su principal apoyo fue Gran Bretaña.
Conforme avanzó el siglo XIX, el Imperio otomano se fue debilitando y Gran Bretaña progresivamente se convirtió en su principal aliado y protector, combatiendo incluso en la guerra de Crimea en los años 1850 para ayudarlo contra Rusia. Tres líderes británicos desempeñaron papeles principales. Lord Palmerston en la era 1830-65 consideró al Imperio otomano un componente esencial en el equilibrio de poder, era el más favorable hacia Constantinopla. William Gladstone en los años 1870 buscó construir un Concierto de Europa que apoyase la supervivencia del Imperio. En los años 1880 y 1890 Lord Salisbury contempló su desmembramiento ordenado, de manera que redujese la rivalidad entre las grandes potencias.

#### Independencia serbia

El principado de Serbia en 1817.

Un alzamiento exitoso contra los otomanos marcó la fundación de la moderna Serbia. La revolución Serbia se desarrolló entre 1804 y 1835, conforme este territorio evolucionó desde una provincia otomana a una monarquía constitucional y una Serbia moderna. La primera parte del periodo, desde 1804 hasta 1815, estuvo marcada por una lucha violenta por la independencia con dos alzamientos armados. El periodo posterior (1815-1835) fue testigo de una consolidación pacífica del poder político de la crecientemente autónoma Serbia, que culminó en el reconocimiento del derecho al gobierno hereditario de príncipes serbios en 1830 y 1833 y la expansión territorial de la joven monarquía. La adopción de la primera Constitución escrita en 1835 abolió el feudalismo y la servidumbre, e hizo al país soberano

#### Guerra de Crimea
En la guerra de Crimea (1853-56) se enfrentaron Rusia por un lado y una alianza de Gran Bretaña, Francia, Cerdeña y el Imperio otomano por otro. Rusia fue derrotada.
En 1851 Francia, bajo Napoleón III, exigió a la Sublime Puerta (el gobierno turco u otomano) que lo reconociera como protector de los lugares cristianos en Tierra Santa. Rusia denunció esta pretensión, puesto que pretendía ser el protector de todos los cristianos ortodoxos orientales en el Imperio otomano. Francia envió su flota al mar Negro; Rusia respondió con su propia muestra de fuerza. En 1851, Rusia envió tropas a las provincias otomanas de Moldavia y Valaquia. Gran Bretaña, temiendo entonces por la seguridad del Imperio otomano, envió una flota que se uniera a los franceses, confiando en que los rusos se retirasen.
Los esfuerzos diplomáticos fracasaron. El Sultán declaró la guerra a Rusia en octubre de 1851. Después de un desastre naval otomano en noviembre Gran Bretaña y Francia declararon la guerra a Rusia. La mayor parte de las batallas tuvieron lugar en la península de Crimea, que los aliados tomaron al final. Londres, asombrado al descubrir que Francia estaba secretamente negociando con Rusia para formar una alianza en la posguerra para dominar Europa, dejó de lado sus planes de atacar San Petersburgo y en lugar de ello firmó un armisticio unilateral con Rusia que logró casi ninguno de sus objetivos en la guerra. 

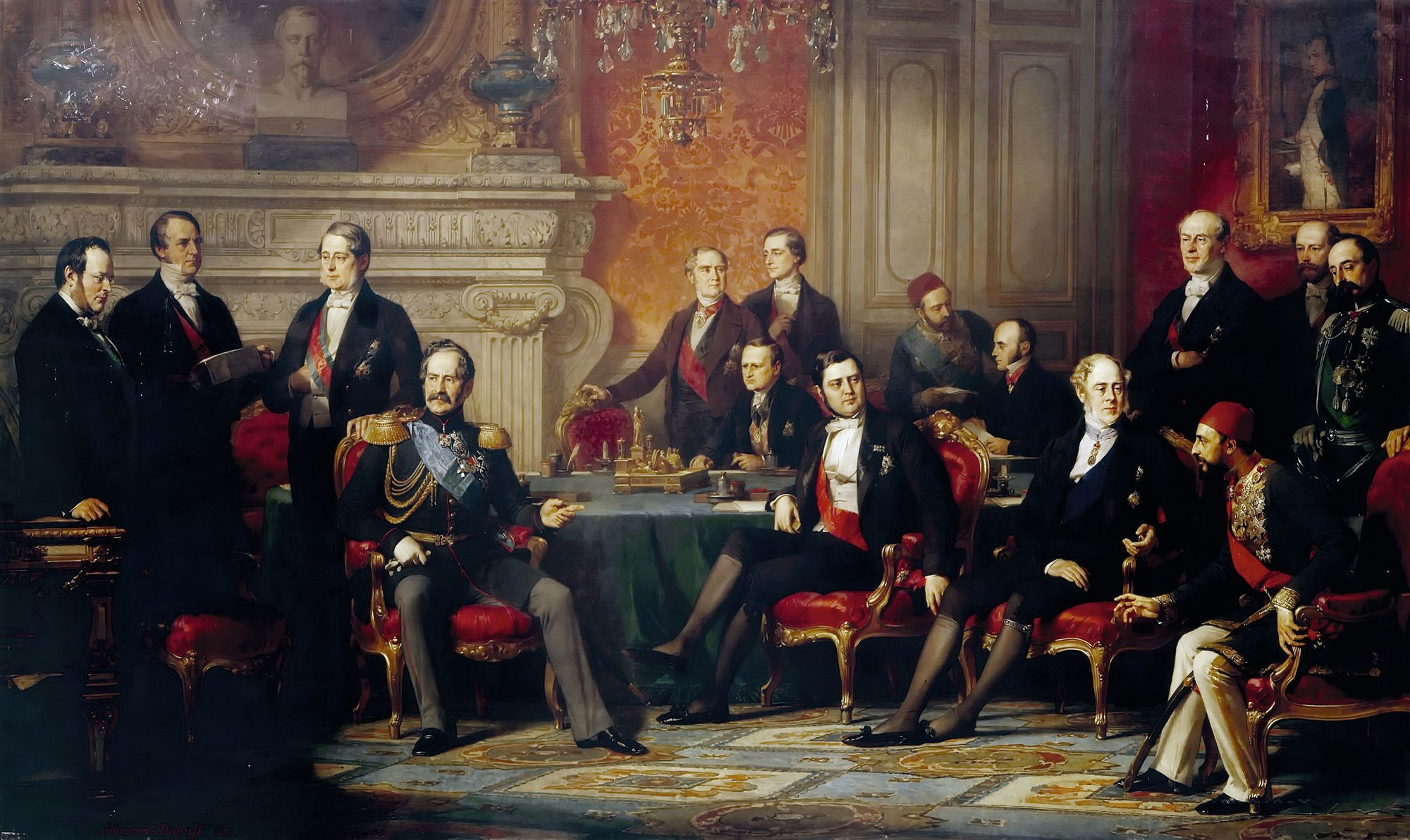
Diplomáticos en el Congreso de París, 1856, pusieron fin a la guerra de Crimea; pintura de Édouard Dubufe.

El Tratado de París firmado el 30 de marzo de 1856, puso fin a la guerra. Admitió al Imperio otomano en el concierto europeo, y las potencias prometieron respetar su independencia e integridad territorial. Rusia entregó un poco de tierra y renunció a su pretensión de un protectorado sobre los cristianos en los dominios otomanos. El mar Negro fue desmilitarizado, y se creó una comisión internacional para garantizar la libertad de comercio y navegación en el río Danubio. Moldavia y Valaquia siguieron bajo gobierno nominal otomano, pero se les dio constituciones independientes y asambleas nacionales.
Se establecieron nuevas normas de comercio en tiempos de guerra: (1) los corsarios eran ilegales; (2) una bandera neutral protegía mercancías enemigas salvo contrabando; (3) mercancías neutrales, salvo el contrabando, no podían capturarse bajo una bandera enemiga; (4) un bloqueo, para ser legal, tenía que ser efectivo.
La guerra ayudó a modernizar los conflictos armados mediante la introducción de nuevas tecnologías como el ferrocarril, el telégrafo y los modernos métodos de enfermería. Al final, esta guerra marcó un punto de no retorno en la política rusa, tanto interior como exterior. Los intelectuales rusos usaron la derrota para exigir reformas fundamentales en el gobierno y en el sistema social. La guerra debilitó tanto a Rusia como a Austria, de manera que ya no pudieron contribuir a la estabilidad. Esto abrió paso a Napoleón III, Cavour (en Italia) y Otto von Bismarck (en Alemania) para lanzar una serie de guerras en los años 1860 que dieron nueva forma a Europa.

#### Moldavia y Valaquia

Moldavia, Valaquia y Transilvania en 1812. En 1859 Moldavia y Valaquia formaron Rumanía, y adquirió Transilvania en 1918.

En una transición en gran medida pacífica, las provincias otomanas de Moldavia y Valaquia se separaron lentamente, logrando autonomía efectiva en 1859, y finalmente se convirtieron en una nación independiente en 1878. Las dos provincias habían estado durante mucho tiempo bajo el control otomano, pero tanto Rusia como Austria las deseaban, hacienda de la región un punto caliente para guerras en el siglo XIX. La población era principalmente de religión ortodoxa y hablaba rumano, pero había muchas minorías, como judíos y griegos. Las provincias fueron ocupadas por Rusia después del Tratado de Adrianópolis en 1829. Tropas rusas y turcas se aliaron para aplastar la revolución de Valaquia de 1848. Durante la guerra de Crimea, Austria asumió el control. La población decidió unificarse sobre la base de conexiones históricas, culturales y étnicas. Se llevó a efecto en 1859 después de la doble elección de Alexandru Ioan Cuza como príncipe gobernante de los Principados Unidos de Moldavia y Valaquia (rebautizados de Rumanía en 1862). Rumanía se hizo independiente oficialmente en 1878, pero centró su atención en Transilvania, una provincia de Hungría con alrededor de dos millones de rumanos. Finalmente cuando el Imperio austro-húngaro se derrumbó al final de la Primera Guerra Mundial, Rumanía obtuvo Transilvania.

## 1860-1871: nacionalismo y unificación
La fuerza del nacionalismo creció dramáticamente a principios y mediados del siglo XIX. Implicó la asunción de una identidad cultural entre aquellas personas que compartían el mismo idioma y profesaban la misma religión. Fue fuerte para establecer países, y era una fuerza poderosa para exigir más unidad o independencia entre alemanes, irlandeses, griegos, y los pueblos eslavos del sudeste de Europa. El fuerte sentido del nacionalismo también creció y estableció naciones independientes, como Gran Bretaña y Francia.

### Gran Bretaña
En 1859, siguiendo a otro gobierno conservador de breve duración, el primer ministro y el conde Russell arreglaron sus diferencias, y Russell se mostró conforme en desempeñar el cargo de Secretario de Exteriores en el nuevo gabinete Palmerston. Fue el primer gabinete verdaderamente liberal. Este período, fuera de Gran Bretaña, estuvo particularmente lleno de acontecimientos considerando la Unificación de Italia, la diplomacia de la guerra de secesión americana, y la guerra de 1864 sobre Schleswig-Holstein entre Dinamarca y los estados alemanes. Russell y Palmerston mantuvieron la neutralidad de Gran Bretaña en ambos casos.

### Francia
A pesar de sus promesas en 1852 de un reinado pacífico, Napoleón III no pudo resistirse a la tentación de gloria en los asuntos exteriores. Fue un visionario, misterioso y secretista; tenía malos colaboradores, y chocó con quienes le apoyaban en el interior. Al final, fue incompetente como diplomático. Después de una breve amenaza de invasión de Gran Bretaña en 1851, franceses y británicos cooperaron en los años 1850, con una alianza en la guerra de Crimea, y un gran tratado comercial en 1860. Sin embargo, Gran Bretaña vio al Segundo Imperio de Napoleón III con creciente desconfianza, especialmente conforme el emperador fue construyendo una armada, ampliando su imperio y asumió un papel mayor en la política activa exterior.
Napoleón III logró algunos éxitos: fortaleció el control francés sobre Argelia, estableció bases en África, empezó la conquista de Indochina, y abrió el comercio con China. Facilitó que una empresa francesa construyera el canal de Suez, que Gran Bretaña no pudo detener. En Europa, sin embargo, Napoleón fracasó una y otra vez. La guerra de Crimea de 1854-1856 no produjo ganancias. La guerra con Austria en 1859 facilitó la unificación de Italia, y Napoleón se vio recompensado con la anexión de Saboya y Niza. Contrario a los británicos con su intervención en Siria en 1860-61. Enojó a los católicos alarmados con el pobre trato que dio al Papa, entonces cambió por completo y enojó a los liberales anticlericales en casa y a sus por entonces aliados italianos. Bajó las tarifas, lo que fue beneficioso a largo plazo, pero en el corto enojó a quienes tenían amplias propiedades y a las industrias textil y del acero, al tiempo que llevó a los preocupados trabajadores a organizarse. Las cosas empeoraron en los años 1860 cuando Napoleón casi entró en guerra con los Estados Unidos en 1862, mientras que su intervención en México en 1861-1867 fue un desastre total. Finalmente acabó yendo a la guerra con los alemanes en 1870 cuando era demasiado tarde para detener la unificación alemana. Napoleón se había enfrentado a todo el mundo; después de no ser capaz de obtener la alianza de Austria e Italia, Francia carecía de aliados y estaba amargamente dividido en casa. Fue desastrosamente derrotado en el campo de batalla, perdiendo Alsacia y Lorena. A. J. P. Taylor es claro: "arruinó Francia como un gran poder."

### Unificación italiana

Las etapas de la unificación italiana entre 1829-71.

El Risorgimento fue la era 1830-1870 que vio la emergencia de una conciencia nacional. Los italianos lograron su independencia de Austria y del Papa, asegurando la unificación nacional. Piamonte (conocido como el reino de Cerdeña) asumió el liderazgo e impuso su sistema constitucional sobre la nueva nación de Italia
El papado aseguró que Francia se opusiera a la unificación, temiendo que dar el control de los estados papales debilitaría a la iglesia y permitiría a los liberales dominar a los conservadores católicos. La recientemente unificada Italia fue reconocida como la sexta gran potencia.

### Estados Unidos de América
Durante la guerra de Secesión (1861-1865), los estados esclavistas del sur intentaron separarse de la Unión y estableció un país independiente, los Estados Confederados de América. El Norte no aceptó esta afrenta al nacionalismo estadounidense, y lucharon para restaurar la Unión. A los aristocráticos líderes británicos y franceses, personalmente, no les gustaba el republicanismo estadounidense y favorecían a la más aristocrática Confederación. El Sur era también de lejos la principal fuente de algodón para la industria textil europea. La pretensión de la Confederación era obtener la intervención británica y francesa, que es, la guerra contra la Unión. Los confederados creían (con escasa evidencia) que "el algodón es el rey" —esto es, que el algodón era tan esencial para las industrias de Gran Bretaña y Francia, que lucharían por obtenerlo. Los Confederados reunieron dinero en Europa que usaron para comprar buques de guerra y municiones. Sin embargo, Europa tenía un excedente de algodón en 1862; la severidad no llegó hasta 1862, y mientras tanto Gran Bretaña dependió intensamente del grano estadounidense. Francia no intervendría sola, y en cualquier caso estaba menos interesado en el algodón que en asegurar su control de México. La Confederación lo permitiría si eso le aseguraba su independencia, pero la Unión nunca lo aprobaría. Washington dejó claro que cualquier reconocimiento oficial de la Confederación significaría la guerra con los Estados Unidos.
El esposo de la reina Victoria, el príncipe Alberto ayudó a apaciguar una amenaza de guerra a finales de 1861. El pueblo británico, que dependía en gran medida de la importación de comida de Estados Unidos, generalmente favorecía a los Estados Unidos. El poco algodón disponible procedía de la ciudad de Nueva York, conforme el bloqueo de la Armada estadounidense cerró el 95 % de exportaciones sureñas a Gran Bretaña. En septiembre de 1862, durante la invasión confederada de Maryland, Gran Bretaña (junto con Francia) contempló entrometerse y negociar un acuerdo de paz, lo que solo podría dar lugar a la guerra con los Estados Unidos. Pero en ese mismo mes, el presidente estadounidense, Abraham Lincoln anunció la Proclamación de Emancipación. Puesto que apoyar a la Confederación ahora significaba apoyar la esclavitud, ya no había posibilidad de intervención europea.
Mientras tanto, los británicos vendieron armas a ambos lados, eludiendo el bloqueo consiguieron lucrativos negocios con la Confederación, y subrepticiamente permitieron que se construyeran barcos de guerra para la Confederación. Los barcos de guerra provocaron un gran enfrentamiento diplomático que fue resuelto en las Reclamaciones de Alabama en 1872, a favor de los Estados Unidos.

### Alemania
Prusia, bajo el liderazgo de Otto von Bismarck, asumió el liderazgo a la hora de unir toda Alemania, excepto Austria, y un nuevo imperio alemán, encabezado por el rey de Prusia. Para lograrlo, se implicó en una serie de guerras breves y decisivas frente a Dinamarca, Austria y Francia. Los diversos y pequeños estados alemanes siguieron el liderazgo de Prusia, hasta que finalmente se unieron al derrotar a Francia en 1871. La Alemania de Bismarck entonces se convirtió en el estado más poderoso y dinámico de Europa, y el propio Bismarck promovió décadas de paz en Europa.

#### Schleswig y Holstein
Un gran enfrentamiento diplomático, y varias guerras, emergieron de la muy compleja situación en Schleswig y Holstein, donde las pretensiones danesas y alemanas chocaron, y Austria y Francia se vieron implicadas. Los ducados alemanes y daneses de Schleswig-Holstein eran, por acuerdo internacional, gobernados por el rey de Dinamarca, pero no eran legalmente parte de Dinamarca. Un tratado internacional previó que los dos territorios no fueran separados el uno del otro, aunque Holstein formaba parte de la Confederación Germánica. A finales de la década de los años 1840, con el auge del nacionalismo alemán y también del danés, Dinamarca intentó incorporar Schleswig a su reino. La primera guerra fue una victoria danesa. La segunda guerra de Schleswig de 1864 fue una derrota danesa a manos de Prusia y Austria.

#### Unificación
Los dos vencedores entonces dividieron el control de los dos territorios. Esto llevó al conflicto entre ellos resuelto por la guerra austro-prusiana de 1866, que Prusia ganó con rapidez. Austria entonces bajó a un Segundo rango entre las Grandes Potencias. El emperador Napoleón III de Francia no podía tolerar el rápido ascenso de Prusia, y provocó la guerra franco-prusiana de 1870-71 con trivialidades. El espíritu del nacionalismo alemán hizo que los estados menores alemanes (como Baviera y Sajonia) se unieran en la guerra del lado de Prusia. La coalición alemana obtuvo una victoria fácil, bajando Francia a un estatus de segunda clase entre las Grandes Potencias. Prusia, bajo Otto von Bismarck, entonces reunió todos los estados alemanes (excluyendo a Austria, Luxemburgo y Liechtenstein) en un nuevo Imperio alemán. El nuevo imperio de Bismarck se convirtió en el estado más poderoso de la Europa continental hasta 1914.

## Imperialismo

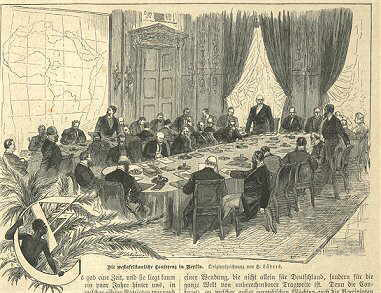
La Conferencia de Berlín (1884) liderada por el canciller alemán Otto von Bismarck reguló el imperialismo europeo en África.

La mayor parte de las grandes potencias (y algunas menores como Bélgica, los Países Bajos o Dinamarca) se implicaron en el imperialismo, construyendo sus propios imperios de ultramar especialmente en África y Asia. Aunque hubo numerosas insurrecciones, los historiadores cuentan pocas guerras, y fueron a pequeña escala: dos guerras de los Bóeres (1880-1881 y 1899-1902), la guerra sino-japonesa (1894-1895), Primera guerra italo-etíope (1895-96), la guerra hispano-estadounidense (1898), Guerra filipino-estadounidense (1899-1902) y guerra italo-otomana (1911). El mayor de estos conflictos fue la guerra ruso-japonesa de 1905, y fue la única que vio dos grandes potencias combatiendo entre sí.

### Imperio francés en Asia y África

#### Francia toma México
Napoleón III se aprovechó de la guerra de Secesión para intentar controlar México e imponer a su propio emperador títere, Maximiliano. Francia, España y Gran Bretaña, enojados por la deuda mexicana impagada, enviaron una expedición conjunta que tomó la casa de aduanas de Veracruz en México en diciembre de 1861. España y Gran Bretaña pronto se retiraron después de darse cuenta de que Napoleón III pretendía derrocar al gobierno mexicano del presidente electo Benito Juárez y establecer un Segundo Imperio Mexicano. Napoleón tenía el apoyo de los restos de los elementos conservadores que Juárez y sus liberales había derrotado en la guerra de reforma, una guerra civil de 1857-61. En la intervención francesa en México en 1862, Napoleón instaló a un archiduque austriaco, Maximiliano de Habsburgo como emperador de México. Juárez organizó la oposición a los franceses; Washington apoyó a Juárez y rechazó reconocer al Nuevo gobierno porque violaba la doctrina Monroe. Después de su Victoria total sobre la Confederación en 1865, los EE. UU. enviaron a 50.000 combatientes experimentados a la frontera mexicana para dejar clara su posición. Napoleón estaba abarcando demasiado había comprometido 40.000 hombres con México, 20.000 a Roma para guardar al Papa contra los italianos, y otros 80.000 en la inquieta Argelia. Aún más, Prusia, que acababa de derrotar a Austria, era una amenaza inminente. Napoleón se dio cuenta de la situación tan compleja en la que se encontraba y retiró a todas sus fuerzas de México en 1866. Juárez recuperó el control y ejecutó al inerme emperador.

#### Francia en África

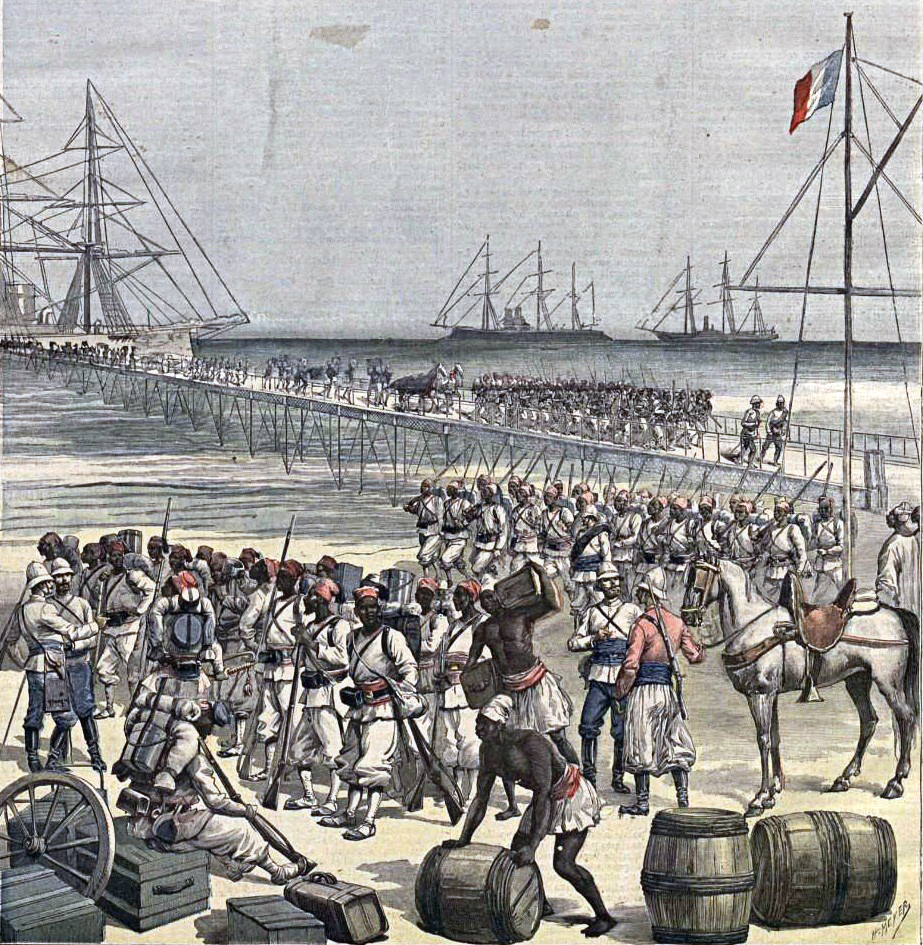
En 1892, los Tirailleurs senegaleses, liderados por el coronel Alfred-Amédée Dodds, invadieron Dahomey (actual Benín).

El canal de Suez, inicialmente construido por los franceses, se convirtió en un proyecto conjunto franco-británico en 1875, pues ambos lo consideraron vital para mantener su influencia e imperios en Asia. En 1882, las prolongadas perturbaciones en Egipto impulsaron a Gran Bretaña a intervenir, tendiendo una mano a Francia. El expansionista líder de Francia, Jules Ferry no desempeñaba ningún cargo, y el gobierno permitió a Gran Bretaña asumir el control efectivo de Egipto.
Francia estableció un protectorado sobre Túnez en 1881 (Tratado de Bardo). Poco a poco, el control francés se constituyó en la mayor parte del norte, oeste, y centro de África y por el cambio de siglo (incluyendo las naciones modernas de Mauritania, Senegal, Guinea, Malí, Costa de Marfil, Benín, Níger, Chad, República Centroafricana, República del Congo), y el este enclave de la costa africana de Yibuti (Somalia Francesa). El explorador coronel Parfait-Louis Monteil viajó desde Senegal hasta el lago Chad, el 1890-1892, firmando tratados de amistad y protección con los gobernantes de varios de los países que cruzaba.

#### La expansión por Asia
Al sureste de Asia Napoleón III también estableció el control francés sobre Cochinchina (la parte más meridional de la actual Vietnam, incluyendo Saigón) en 1867 y el 1874, así como un protectorado sobre Camboya en 1863. Desde su base en la Cochinchina, los franceses se hicieron cargo de Tonkín (en el actual norte del Vietnam) y Annam (en el moderno centro de Vietnam) el 1884-1885. Estos, junto con Camboya y Cochinchina, formaron la Indochina francesa en 1887 (a la que Laos se agregó en 1893, y Kwang-Chou-Wan en 1900). En 1849 se estableció la concesión francesa de Shanghái, que duró hasta 1946.

Zonas de África controladas por las potencias colonials en 1913, mostradas junto con los actuales límites nacionales.
Bélgica
Gran Bretaña
Francia
Alemania
Italia
Portugal
España
Independientes (Etiopía y Liberia)

### Toma de Egipto, 1882
La consecuencia más decisiva de la guerra anglo-egipcia, fue la ocupación británica de Egipto durante varias décadas, aunque el Imperio otomano retuvo la propiedad nominal hasta 1914. El historiador A. J. P. Taylor dice que esto "fue un gran acontecimiento de hecho, el único acontecimiento real en las relaciones internacionales entre la batalla de Sedán y la derrota de Rusia en la guerra ruso-japonesa." 
Taylor enfatiza el impacto a largo plazo:
La ocupación británica de Egipto alteró el equilibrio de poder. No solo dio a los británicos la seguridad para su ruta a la India; hizo de ellos los amos del Mediterráneo oriental; hizo innecesario para ellos estar en primera línea frente a Rusia en los Estrechos... Y así prepare el camino para la alianza franco-rusa diez años más tarde.

### Reparto de África
En el “reparto de África”, Gran Bretaña y Francia, así como Alemania, Italia y Portugal, expandieron ampliamente sus imperios coloniales en África. El rey de Bélgica controlaba personalmente el Congo. Las bases a lo largo de la costa se convirtieron en el núcleo de colonias que se extendieron tierra adentro. En las colonias británicas, los trabajadores y los hombres de negocios de la India fueron llevados para construir líneas de ferrocarril, plantaciones y otras empresas. 

Centro y este de África, 1898, durante el incidente de Fashoda.

Las tensiones entre Gran Bretaña y Francia alcanzaron una etapa incendiaria en África. En varios puntos era posible que estallase la guerra, pero no llegó a ocurrir. El episodio más serio fue el incidente de Fashoda de 1898. Tropas franceses intentaron reclamar una zona en el sur de Sudán, y una fuerza británica supuestamente actuando en interés del jedive de Egipto llegó a enfrentarse a ellos. Bajo intensa presión los franceses se retiraron asegurando el control anglo-egipcio de la zona. El statu quo fue reconocido por un acuerdo entre los dos estados admitiendo el control británico sobre Egipto, mientras Francia se convirtió en el poder dominante en Marruecos, pero Francia experimentó una seria decepción.
El Imperio otomano perdió su control nominal sobre Argelia, Túnez y Libia. Retuvo solo el control nominal de Egipto. En 1875 Gran Bretaña compró las participaciones del canal de Suez del casi arruinado jedive de Egipto, Ismail Pachá.

#### Kenia
La experiencia de Kenia es representativa del proceso colonizador en el este de África. Para 1850 exploradores europeos habían empezado a trazar mapas del interior. Tres desarrollos animaron el interés europeo en el este de África. Primero estuvo la emergencia de la isla de Zanzíbar, ubicada frente a la costa oriental. Se convirtió en una base desde la que podía organizar el comercio y la exploración del África continental.
En torno a 1840, para proteger los intereses de las varias naciones que hacían negocios en Zanzíbar, se abrieron oficinas consulares por los británicos, los franceses, alemanes y estadounidenses. En 1859, el tonelaje de los barcos extranjeros que llegaban a Zanzíbar alcanzó las 19.000 toneladas. Para 1879, el tonelaje de estos barcos había alcanzado las 89.000 toneladas. El segundo desarrollo que despertó el interés europeo en África era la creciente demanda europea de productos africanos, incluyendo el marfil y el clavo. En tercer lugar, el interés británico en el este de África fue estimulado primero por su deseo de abolir el comercio de esclavos. En momentos posteriores del siglo el interés británico en el este de África se vio estimulado por la competencia alemana, y en 1887 la Compañía Imperial británica del este de África, una empresa privada, arrendó a Seyyid Said sus territorios continentales, una franja de tierra de 16 km de ancho a lo largo de la costa.
Alemania estableció un protectorado sobre las posesiones costeras del sultán de Zanzíbar en 1885. Vendió sus terrenos costeros a Gran Bretaña en 1890, a cambio del control alemán sobre la costa de Tanganika.
En 1895 el gobierno británico reclamó el interior llegando por el oeste hasta el lago Naivasha; estableció el Protectorado de África oriental. La frontera se extendió a Uganda en 1902, y en 1920 la mayor parte del protectorado ampliado se convirtió en colonia de la corona. Con el comienzo del gobierno colonial en 1895, el valle del Rift y las tierras altas que lo rodean se convirtieron en el enclave de inmigrantes blancos implicados en el cultivo de café a gran escala dependiendo en su mayor parte del trabajo de mano de obra kikuyu. No había significativos recursos minerales -nada del oro o los diamantes que atrajeron a tantos a Sudáfrica. En la etapa inicial del gobierno colonial la administración se basó en comunicadores tradicionales, usualmente jefes. Cuando el gobierno colonial quedó establecido y se buscaba eficiencia, parcialmente debido a la presión de los colonos, jóvenes recientemente educados fueron asociados con los antiguos jefes en consejos nativos locales.
Después de las severas dificultades severas de la Compañía Británica de África Oriental, el gobierno británico el 1.º de julio de 1895 estableció un gobierno directo sobre el Protectorado del África Oriental, posteriormente abriendo (1902) las fértiles tierras altas a los colonos blancos. Una clave del desarrollo del interior de Kenia fue la construcción, comenzada en 1895, de un ferrocarril desde Mombasa hasta Kisumu, en el lago Victoria, terminado en 1901. Se importaron alrededor de 32.000 trabajadores desde la India británica para hacer la labor manual. Muchos permanecieron, como hicieron la mayor parte de los comerciantes indios y pequeños hombres de negocios que vieron la oportunidad en la apertura del interior de Kenia.

#### Portugal
Portugal, una nación agraria pobre y pequeña, pero con una fuerte tradición naval, construyó un amplio imperio, y lo mantuvo durante más tiempo que nadie evitando las guerras y permaneciendo en gran medida bajo la protección de Gran Bretaña. En 1899 renovó su Tratado de Windsor con Gran Bretaña originalmente escrito en 1386.
Las exploraciones enérgicas del siglo XVI dieron paso a la colonización de Brasil. Portugal también estableció estaciones comerciales abiertas a todas las naciones frente a las costas de África, sur y este de Asia. Portugal había importado esclavos como servidores domésticos y trabajadores agrarios, y usó su experiencia para hacer del comercio de esclavos una gran actividad económica. Los hombres de negocios portugueses establecieron plantaciones de esclavos en las cercanas islas de Madeira, Cabo Verde, y las Azores, centrándose en la producción de azúcar. En 1770, el déspota ilustrado marqués de Pombal declaró que el comercio era una profesión noble y necesaria, permitiendo a los hombres de negocios entrar en la nobleza portuguesa. Muchos colonos se trasladaron a Brasil, que se independizó en 1822.
Después de 1815, los portugueses expandieron sus puertos comerciales a lo largo de la costa Africana, trasladándose tierra adentro para asumir el control de Angola y África Oriental Portuguesa (Mozambique), mientras que en las colonias de Guinea portuguesa y Cabinda no fue posible mayor penetración al interior. El comercio de esclavos fue abolido en 1836, en parte debido a que muchos barcos de esclavos extranjeros navegaban con la bandera portuguesa. En Asia, el comercio floreció en la colonia de Goa, con sus colonias subsidiarias de Macao, cerca de Hong Kong en la costa de China, Timor, Solor, Pantar, Alor y Flores, todas islas en Oceanía. Los portugueses consiguieron introducir con éxito el catolicismo y el idioma portugués en sus colonias, mientras que la mayor parte de los colonos siguieron dirigiéndose a Brasil.

#### Italia
En el reparto de África en los años 1880, los líderes de la nueva nación de Italia estaban entusiasmados por adquirir colonias en África, confiando en que legitimaría su estatus como una potencia y ayudaría a unificar a la gente, en el cuerno de África Italia lograría ocnquistar Somalía y Eritrea. En el Norte de África Italia primero se volvió a Túnez, nominalmente bajo el dominio otomano, donde muchos granjeros italianos se habían asentado. Débil y diplomáticamente aislada, Italia estaba indefensa y enojada cuando Francia asumió un protectorado sobre Túnez en 1881. Volviendo a África Oriental, Italia intentó conquistar la independiente Etiopía, pero fue tremendamente derrotada en la batalla de Adua en 1896. La opinión pública se enojó con la humillación nacional de un gobierno inepto. En 1911 el pueblo italiano apoyó la captura de las colonias turcas de Cirenaica y Tripolitania, que con la fusión de ambas en 1930, serían renombradas por los italianos con el nombre de Libia.
La diplomacia italiana a lo largo de un período de veinte años triunfó al lograr permiso para tomar Cirenaica y Tripolitania, con la aprobación de Alemania, Francia, Austria, Gran Bretaña y Rusia. El punto central de la Guerra italo-turca de 1911-12 llegó cuando fuerzas italianas asumieron el control de unas pocas ciudades costeros contra la firme resistencia de las tropas otomanas así como los hombres tribales locales. Después de que el tratado de paz diera a Italia el control, envió colonos italianos, pero sufrió amplias bajas al estallar la Primera Guerra Mundial y el Sultán llamara a los musulmanes a la Yijad, que hizo que la población musulmana se levantase en contra de sus colonizadores, en una brutal campaña los Sanusíes que recuperaron ambas colonias para los turcos e incluso de gran parte del vecino Egipto invadido previamente por los ingleses.

### Japón se convierte en potencia
A partir de los años 1860, Japón se modernizó rápidamente siguiendo modelos occidentales, añadiendo industria, burocracia, instituciones y habilidades militares que proporcionaron una base para la expansión imperial en Corea, China, Taiwán e islas al sur. Se vio vulnerable al agresivo imperialismo occidental a menos que asumiera el control de las zonas vecinas. Asumió el control de Okinawa y Formosa. El deseo de Japón de controlar Taiwán, Corea y Manchuria, llevó a la guerra sino-japonesa con China en 1894-1895 y la guerra ruso-japonesa con Rusia en 1904-1905. La guerra con China convirtió a Japón en la primera potencia imperial moderna oriental, y la Guerra con Rusia demostró que una potencia occidental podía ser derrotada por un estado oriental. La consecuencia de estas dos guerras dejó a Japón como la potencia dominante en el Extremo oriente con una esfera de influencia que se extendía sobre Manchuria meridional y Corea, que fue formalmente anexionada como parte del Imperio japonés en 1910.

#### Okinawa
La isla de Okinawa es la más grande de las islas Ryukyu, y pagó tributo a China desde finales del siglo XIV. Japón asumió el control sobre toda la cadena de islas Ryukyu en 1609 y formalmente la incorporó a Japón en 1879.

#### Taiwán
La isla de Formosa (Taiwán) tuvo una población indígena austronesia cuando una expedición española tras un naufragio ocupó el norte de Taiwán en 1580. Los holandeses que necesitaban una base en Asia para comerciar con Japón y China tomaron el sur de la isla en 1623. La Compañía Holandesa de las Indias Orientales (VOC) construyó Fort Zeelandia. Pronto empezaron a hostigar a los españoles hasta expulsarlos en 1642. 20 años despues China combatió expulsando a los holandeses y asumió el control de la colonia en 1661, y envió colonos. Tras la Conquista de China por parte de Manchuria, Taiwan fue el último foco de resistencia, pero fue conquistada por Manchuria en 1683. Para los años 1890 había alrededor de 2,3 millones de chinos han y 200.000 miembros de tribus indígenas. Después de su victoria en la primera guerra sino-japonesa en 1894-95, el tratado de paz cedió la isla a Japón. Fue la primera colonia de Japón.
Japón esperaba bastantes más beneficios de la ocupación de Taiwán que los limitados beneficios que realmente recibió. Japón se dio cuenta de que sus islas originales solo podían sostener una base de recursos limitada, y confiaba en que Taiwán, con sus fértiles granjas, le permitiera superar la escasez. Para 1905, Taiwán estaba produciendo arroz y azúcar y pagando por sí misma con un pequeño excedente. Quizás más importante, Japón consiguió prestigio por toda Asia por ser el primer país no europeo que operaba una colonia moderna. Aprendió cómo ajustar sus estándares burocráticos inspirados en Alemania a las condiciones reales, y cómo tratar con frecuentes insurrecciones. El objetivo final era promocionar el idioma y la cultura japoneses, pero los administradores se dieron cuenta de que primero tenían que ajustarse a la cultura china de la gente. Japón tenía una misión civilizadora, y abrió escuelas de manera que los campesinos pudieran convertirse en trabajadores manuales productivos y patrióticos. Instalaciones médicas fueron modernizadas y la tasa de mortalidad descendió. Para mantener el orden, Japón instaló un estado policial que monitorizaba estrechamente a todo el mundo. En 1945, Japón perdió su imperio y Taiwán fue devuelta a China.

#### Corea
En 1905, el Imperio de Japón y el Imperio de Corea firmaron el Tratado de Eulsa, que llevó Corea a la esfera de influencia japonesa como un protectorado. El tratado fue resultado de la victoria japonesa en la guerra ruso-japonesa y Japón quería incrementar su poder sobre la península coreana. El tratado llevó a la firma del tratado de 1907 dos años más tarde. El tratado de 1907 aseguró que Corea actuase bajo la guía de un general residente japonés y que los asuntos internos de Corea estuviesen bajo control japonés. El emperador coreano Gojong se vio obligado a abdicar en favor de su hijo, Sunjong, puesto que protestó por las acciones japonesas en la Conferencia de La Haya. Finalmente en 1910, el tratado de anexión fue firmado, formalmente anexionó Corea a Japón.

### Dividiendo China
Oficialmente, China siguió siendo un país unificado. En la práctica, las potencias europeas y Japón asumieron control efectivo de ciertas ciudades portuarias y las zonas que las rodeaban desde mediados del siglo XIX hasta los años 1920. Hablando técnicamente, ejercitaron "extraterritorialidad" que fue impuesto en una serie de tratados desiguales.

### Política británica
En Gran Bretaña los liberales no eran tan ingenuos e idealistas como para rechazar la herencia imperial; muchos liberales como H. H. Asquith se convirtieron en imperialistas activos. La política del Partido Liberal alrededor de 1880 estaba modelada por William Gladstone mientras atacaba repetidamente el imperialismo de Disraeli. Por otro lado, el interés nacional fue siempre lo que primero, y los liberales fueron rápidos para buscar un terreno común con los conservadores en relación con la Conferencia de Berlín, en el que el partido perdió su superioridad moral como crítico del imperialismo.

#### Imperialismo del libre comercio
Gran Bretaña, además de asumir el control de nuevos territorios, desarrolló un enorme poder económico y en asuntos financieros en numerosos países independientes, especialmente en Latinoamérica y Asia. Prestó dinero, construyó ferrocarriles y se implicó en el comercio. La Gran Exposición de Londres de 1851 demostró claramente el dominio de Gran Bretaña en la ingeniería, las comunicaciones y la industria; esto duró hasta el auge de los Estados Unidos y Alemania en los años 1890.

#### Espléndido aislamiento
Los historiadores se muestran de acuerdo en que Lord Salisbury como ministro de asuntos exteriores y primer ministro 1885-1902 fue un líder fuerte y efectivo en asuntos exteriores. Tuvo una soberbia comprensión de los asuntos y demostró ser:
un hombre paciente, pragmático, con una honda comprensión de los intereses históricos de Gran Bretaña... Supervisó el reparto de África, la emergencia de Alemania y los Estados Unidos como potencias imperiales, y la transferencia de la atención británica de los Dardanelos a Suez sin provocar un enfrentamiento serio de las grandes potencias.
En 1890-1902 bajo Salisbury, Gran Bretaña promovió una política de espléndido aislamiento con ningún aliado formal.
Gran Bretaña y Alemania cada una intentaba mejorar las relaciones, pero la desconfianza británica respecto al Káiser era profunda. El principal logro fue un tratado de 1890 que intercambió la colonia de Zanzíbar de Alemania en África por las islas de Heligoland, frente a Hamburgo, que eran esenciales para la seguridad de los puertos de Alemania. El káiser realmente intervino en África en apoyo de los bóeres, lo que amargó las relaciones. Las relaciones británico-francesas empeoraron cuando Francia declaró la guerra a Siam en 1893, lo que Londres vio como una amenaza a la India.

## La cuestión de Oriente

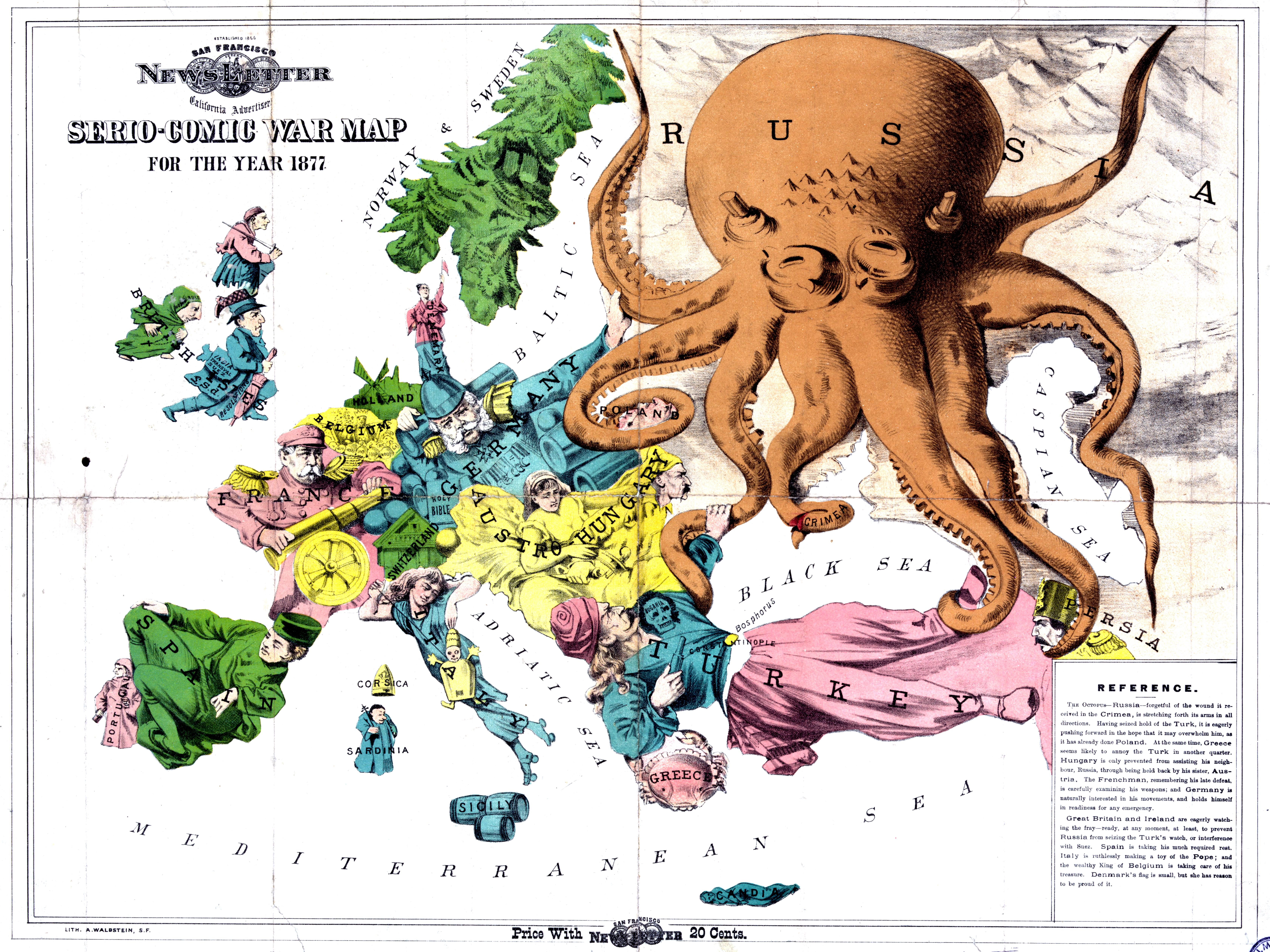
"La amenaza rusa: un mapa de la Guerra serio-cómica para el año 1877" una viñeta inglesa desde 1877 mostrando a Rusia como un monstruoso pulpo devorando a las tierras vecinas, especialmente el imperio otomano.

La "cuestión de Oriente" implicaba la lenta desintegración del "hombre enfermo de Europa" (el Imperio otomano, a menudo llamada "Turquía"), el auge del nacionalismo en los Balcanes, y el asunto general de las alianzas en Europa Oriental. En los años 1870, la "Cuestión de Oriente" se centró en el tratamiento de los cristianos en el Imperio otomano, y lo que las grandes potencias europeas debían hacer al respecto.
En 1876 Serbia y Montenegro declararon la Guerra a Turquía, y fueron totalmente derrotadas, especialmente en la batalla de Alexinatz (1.º de septiembre de 1876). Gladstone publicó un panfleto furioso sobre "Los horrores búlgaros y la cuestión de Oriente," que suscitaron enorme agitación en Gran Bretaña contra el mal gobierno turco, y complicó la política gubernamental de Disraeli de apoyar a Turquía contra Rusia. Rusia, que apoyaba a Serbia, amenazaba con la guerra contra Turquía, y derrotó firmemente a sus ejércitos. En agosto de 1877, Rusia declare la Guerra a Turquía, y derrotó a sus ejércitos. A principios de enero de 1878 Turquía pidió un armisticio; la flota británica llegó a Constantinopla demasiado tarde. Rusia y Turquía el 3 de marzo firmaron el tratado de San Stefano, que fue tremendamente ventajoso para Rusia, Serbia, y Montenegro, así como Rumanía y Bulgaria.
Gran Bretaña, Francia y Austria se opusieron al tratado de San Stefano debido a que daba a Rusia demasiada influencia en los Balcanes, donde eran frecuentes las insurrecciones. Amenazaba con producirse una guerra. Después de numerosos intentos se alcanzó un gran acuerdo diplomático en el Congreso de Berlín (junio-julio de 1878). El nuevo tratado de Berlín revisó el tratado anterior. El alemán Otto von Bismarck (1815-98) presidió el congreso y negoció los compromisos. Un resultado fue que Austria asumió el control de las provincias de Bosnia y Herzegovina, con la pretensión de que con el tiempo las fusionaría con el Imperio austro-húngaro. Bosnia fue con el tiempo anexionada a Austria-Hungría en 1908. Los serbios de Bosnia asesinaron al heredero de Austria, Francisco Fernando, en 1914 y el resultado fue la Primera Guerra Mundial.

### Derechos de las minorías
El tratado de Berlín de 1878 tuvo un Nuevo tipo de prevención que protegía a las minorías en los Balcanes y estados recientemente independizados tenían su reconocimiento por las Grandes Potencias condicionado a que garantizara las libertades cívicas y religiosas a las minorías religiosas locales. La historiadora Carol Fink señala:
"las cláusulas impuestas sobre los derechos de las minorías se convirtieron en exigencias no solo para el reconocimiento sino que eran también, en el caso de Serbia, Montenegro, y Rumanía, condiciones para recibir específicas concesiones territoriales.
Fink considera que estas cláusulas en general no se ejecutaron obligatoriamente, no había ningún mecanismo adecuado para ello y las Grandes Potencias tenían poco interés en hacerlo. La protección fue parte del tratado de Versalles en 1919 y se convirtió en algo cada vez más importante después de la Segunda Guerra Mundial.

### Política británica
Gran Bretaña permaneció ajena a las alianzas a finales del siglo XIX, con una independencia posible gracias a su ubicación insular, su potente armada, su posición dominante en las finanzas y en el comercio, y su fuerte base industrial. Rechazó tarifas y practicó el libre comercio. Después de perder poder en Gran Bretaña en 1874, el líder liberal Gladstone regresó al centro de la escena política en 1876 exigiendo una política exterior más moral, en oposición al realismo de su gran adversario Benjamin Disraeli. El tema marcó una línea de separación entre los liberales de Gladstone (quien denunciaba a los inmorales otomanos) y los conservadores de Disraeli (quienes restaban importancia a las atrocidades y apoyaban al Imperio otomano como un contrapeso al poder ruso). Disraeli había amenazado con hacer la Guerra a Rusia sobre este asunto y Gladstone argumentó que estaba equivocado. La opinión liberal se sintió convulsionada por atrocidades en los Balcanes, en particular la masacre de más de 10.000 cristianos búlgaros por irregulares turcos. Gladstone denunció a los turcos como "abominable y bestiales lujuriosos... respecto a los cuales el propio Infierno se avergonzaría" y exigió que se retiraran de suelo europeo. El panfleto vendió la sorprendente cifra de 200.000 copias.
El clímax fue su "campaña de Midlothian" de 1880 cuando acusó al gobierno de Disraeli con incompetencia financiera, abandono de la legislación doméstica y manejaba mal los asuntos exteriores. Gladstone sintió una llamada de Dios para ayudar a los serbios y a los búlgaros (que eran cristianos ortodoxos); él habló como algún antiguo profeta hebreo denunciando la tiranía y la opresión. La audiencia real no era el electorado local sino Gran Bretaña en su conjunto, especialmente los elementos evangélicos. Apelando a vastas audiencias denunciando la política exterior pro-turca de Disraeli, Gladstone se convirtió en una fuerza moral en Europa, unificó su partido y volvió al poder.

### Política alemana, 1872-1890
El canciller Bismarck asumió pleno control de la política internacional alemana desde 1870 hasta su destitución en 1890. Su objetivo, tal como lo describió en el Kissingen Diktat, fue una Europa pacífica, basada en el equilibrio de poder, con Alemania desempeñando un papel central; su política fue un éxito. Alemania tenía la economía más fuerte del Continente y el ejército más poderoso. Bismarck dejó claro a todos que 
a no tenía ningún deseo de incrementar su territorio en Europa, e intentó oponerse a la expansión colonial alemana. Bismarck temía que una combinación hostil de Austria, Francia y Rusia derrotara a Alemania. Si dos de ellos se aliasen, entonces el tercero se aliaría con Alemania solo si Alemania concedía demandas excesivas. La solución era aliarse con dos de los tres. En 1873 formó la Liga de los Tres Emperadores, una alianza del káiser de Alemania, el zar de Rusia y el emperador de Austria-Hungría. Juntos controlarían el este de Europa, asegurando el control de los inquietos grupos étnicos como los polacos. Los Balcanes suponían un asunto más serio, y la solución de Bismarck era dar el predominio a Austria en las zonas occidentales y Rusia en las orientales. El sistema se derrumbó en 1887. El káiser Guillermo destituyó a Bismarck en 1890 y desarrolló su propia y agresiva política exterior. El káiser rechazó la alianza rusa, y Rusia a su vez se alió con Francia.

#### Crisis de la guerra inminente de 1875
Entre 1873 y 1877, Alemania intervino repetidamente en los asuntos internos de los vecinos de Francia. En Bélgica, España e Italia, Bismarck ejerció una presión política sostenida y fuerte para apoyar la elección o el nombramiento de gobiernos liberales, anticlericales. Esto era parte de una estrategia integrada de promocionar el republicanismo en Francia aislando estratégica e ideológicamente al régimen monárquico-clerical del presidente Patrice de Mac Mahon. Confiaba en que rodeando a Francia con una serie de estados liberales, los republicanos franceses podrían derrotar a MacMahon y sus defensores reaccionarios. El moderno concepto de contención proporciona un modelo útil para comprender la dinámica de su política.
La contención casi falló en 1875 en la crisis de la "Guerra inminente". Estalló por un editorial titulado "Krieg-in-Sicht" en un influyente periódico berlinés, el Post. Indicó que algunos alemanes muy influyentes, alarmados por la rápida recuperación de Francia de la derrota en 1871 y su programa de rearmamento, hablaban de lanzar una guerra preventiva contra Francia para retenerlo. Había miedo a la guerra en Alemania y Francia, y Gran Bretaña y Rusia dejaron claro que no tolerarían una guerra preventiva. Bismarck no quería tampoco ninguna guerra, pero la inesperada crisis le obligó a tomar en consideración el miedo y la alarma que su intimidación y el poder rápidamente creciente de Alemania estaba causando entre sus vecinos. La crisis reforzó la determinación de Bismarck de que Alemania tenía que trabajar de una manera proactiva para conservar la paz en Europa, más que dejar pasivamente que los acontecimientos siguieran su curso propio y reaccionar a ellos.

### La alianza entre Rusia y Francia, 1894-1914
El desarrollo central en la política exterior rusa iba a trasladarse de Alemania y orbitar hacia Francia. Rusia nunca había estado en buenos términos con Francia, y recordaba las guerras de Crimea y la invasión napoleónica; veía París como una fuente peligrosa de subversión y ridiculizaba los gobiernos débiles allí. Francia, que había quedado excluida de todo el sistema de alianzas por Bismarck, decidió mejorar las relaciones con Rusia. Prestó dinero a los rusos, expandió el comercio, y empezó a vender buques de guerra después de 1890. Mientras tanto, después de que Bismarck perdiera el cargo en 1890, no hubo renovación del tratado de reaseguro entre Rusia y Alemania. Los banqueros alemanes dejaron de prestar a Rusia, que progresivamente dependió de bancos parisinos.
En 1894 un tratado secreto estipuló que Rusia iría en ayuda de Francia si Alemania atacaba a Francia. Otra estipulación fue que en una Guerra contra Alemania, Francia movilizaría un millón trescientos mil hombres, mientras que Rusia movilizaría de setecientos a ochocientos mil. Esto hizo que si cualquiera de la Triple Alianza (Alemania, Austria, Italia) movilizaban las reservas preparándose para la guerra, tanto Rusia como Francia movilizarían las suyas. "La movilización es la declaración de guerra," dijo el jefe de gabinete al zar Alejandro III en 1892. "Movilizar es obligar al vecino a hacer lo mismo." Esto estableció la cuerda de trampa para julio de 1914.
George F. Kennan argumenta que Rusia fue principalmente responsable del colapso de la política de alianzas de Bismarck en Europa, y el comienzo de la cuesta abajo hacia la Primera Guerra Mundial. Kennan le echa la culpa a la pobre diplomacia rusa, centrada en sus ambiciones en los Balcanes. Kennan dice que la política exterior de Bismarck estaba diseñada para evitar cualquier gran Guerra incluso en el caso de que hubiera una mejora de las relaciones franco-rusas. Rusia dejó la Liga de los Tres Emperadores de Bismarck (con Alemania y Austria) y en lugar de ello asumió la propuesta francesa para una relación más cercana y una alianza militar.

### Guerras de los Balcanes
El continuado colapso del Imperio otomano llevó a dos guerras en los Balcanes, en 1912 y 1913, que a su vez fue un preludio de la Guerra mundial. Para 1900 se habían formado estados-nación en Bulgaria, Grecia, Montenegro y Serbia. A pesar de todo, muchos de sus compatriotas étnicos vivieron bajo el control del Imperio otomano. En 1912, estos países formaron la Liga Balcánica. Hubo tres causas principales de la Primera Guerra de los Balcanes. El Imperio otomano fue incapaz de reformarse a sí mismo, gobernar satisfactoriamente, o tratar con el nacionalismo étnico en auge de sus diversos pueblos. En segundo lugar, las Grandes Potencias discutieron entre ellas y no fueron capaces de asegurar que los otomanos llevaran a cabo las necesarias reformas. Esto llevó a que los estados balcánicos impusieran su propia solución. Lo más importante, los miembros de la Liga Balcánica estaban confiados en poder derrotar a los turcos. Su predicción fue adecuada, pues Constantinopla emprendió las negociaciones después de seis semanas de lucha.
La Primera Guerra de los Balcanes estalló cuando el Imperio otomano el 8 de octubre de 1912 y terminó siete meses más tarde por el tratado de Londres. Después de cinco siglos, el Imperio otomano perdió virtualmente todas sus posesiones en los Balcanes. El tratado había sido impuesto por las Grandes Potencias, y los victoriosos estados balcánicos no quedaron satisfechos con él. Bulgaria quedó insatisfecho sobre la división de los despojos en Macedonia, realizada en secreto por sus antiguos aliados, Serbia y Grecia, y los atacó para obligarlos a salir de Macedonia. Los ejércitos serbio y griego rechazaron la ofensiva búlgara y contraatacaron en Bulgaria, mientras que Rumanía y el Imperio otomano también atacaron Bulgaria y ganaron (o recuperaron) territorio. En el resultante tratado de Bucarest, Bulgaria perdió la mayor parte de los territorios que había ganado en la primera guerra balcánica. 
El resultado a largo plazo fue que se incrementó la tensión en los Balcanes. Las relaciones entre Austria y Serbia se hicieron cada vez más amargas. Rusia se sintió humillada después de que Austria y Alemania le impidieran ayudar a Serbia. Bulgaria y Turquía quedaron también insatisfechas, y con el tiempo se unieron a Austria y Alemania en la Primera Guerra Mundial.

## La llegada de la Guerra Mundial

Alianzas diplomáticas europeas poco antes de la guerra.

Las principales causas de la Primera Guerra Mundial, que estalló inesperadamente en Europa central en el verano de 1914, incluyó implicaron varios factores, como los conflictos y la hostilidad de las cuatro décadas que llevaron a la guerra. Militarismo, alianzas, imperialismo, y nacionalismo étnico tuvieron un papel destacado. Sin embargo, el origen inmediato de la guerra radica en las decisiones que los estadistas y los líderes militares adoptaron durante la crisis de 1914, que estalló por el asesinato del archiduque Fernando (el archiduque de Austria-Hungría) por una organización secreta serbia, la Mano Negra.
Ya en las décadas de 1870 y 1880, las grandes potencias se estaban preparando para una guerra a gran escala, aunque ninguna esperaba que estallase. El Reino Unido se centró en fortalecer la Royal Navy, que ya era más potente que las dos siguientes juntas. Alemania, Francia, Austria, Italia y Rusia, y algunos países menores, establecieron sistemas de servicio militar obligatorio en los que los jóvenes servirían de uno a tres años en el ejército, luego pasarían los siguientes veinte años en la reserva con un entrenamiento de verano anual. Los hombres de clases sociales elevadas se convertían en oficiales.
Cada país diseñó un sistema de movilización en el que los reservistas podían ser llamados rápidamente y enviados a puntos claves a través del ferrocarril. Cada año los planes se actualizaban y se expandían en lo que se refiere a su complejidad. Cada país almacenaba armas y material para un ejército que estaba que llegaba a ser de millones.
Alemania en 1874 tenía un ejército profesional regular de 420.000 hombres con 1,3 millones de reservistas. Para 1897 el ejército regular alcanzaba los 545.000 y las reservas 3,4 millones. Los franceses en 1897 tenían 3,4 millones de reservistas, Austria 2,6 millones, y Rusia 4 millones. Los diferentes planes de guerra nacionales se habían perfeccionado para 1914, aunque con Rusia y Austria intentando mejorar su efectividad. Todos los planes preveían un comienzo decisivo y una duración corta.

### Francia

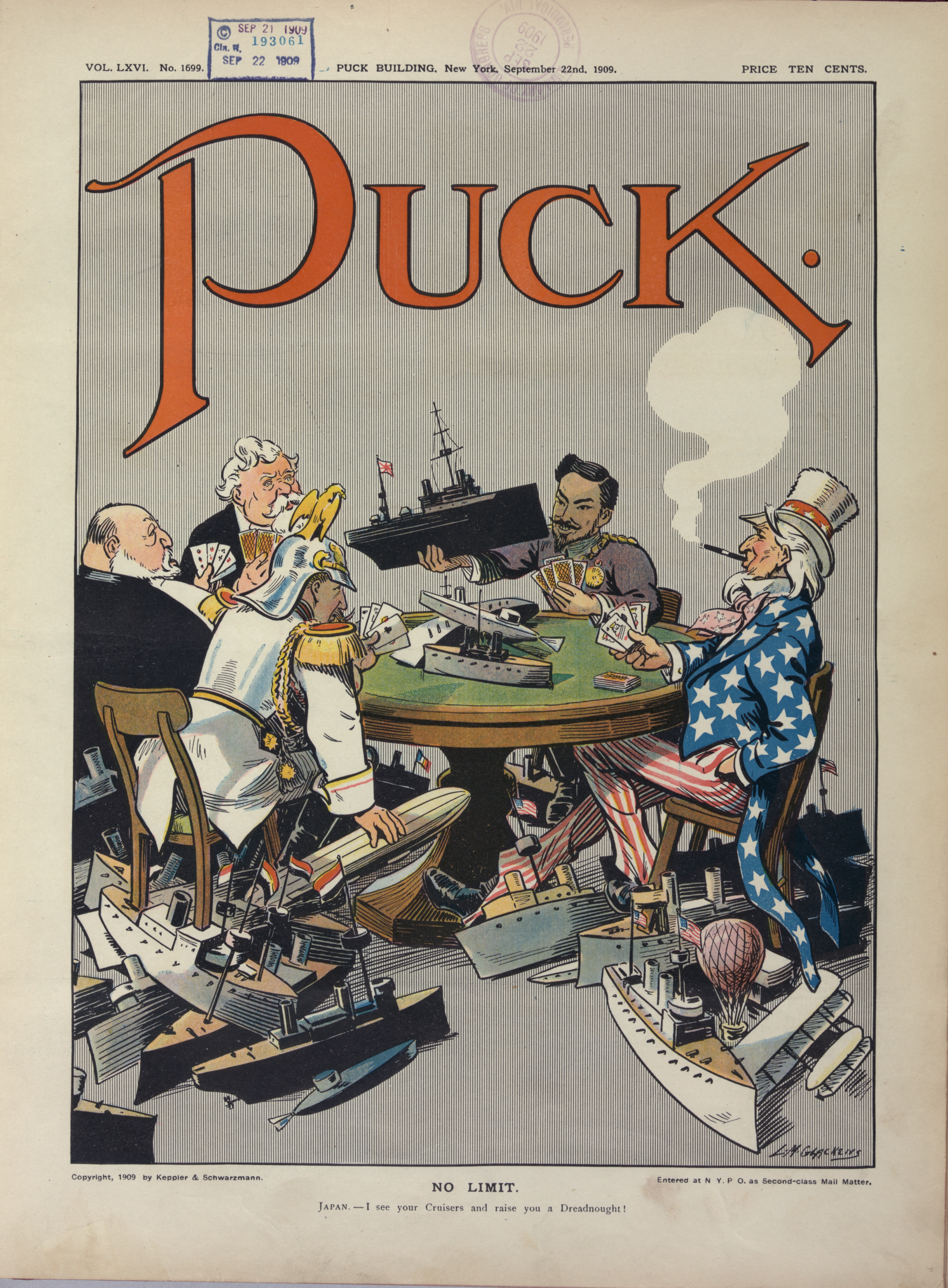
Viñeta de 1909 en Puck muestra (en el sentido de las agujas del reloj) Estados Unidos, Alemania, Gran Bretaña, Francia y Japón implicados en una carrera naval en un juego "sin límites".

La reacción francesa a largo plazo a la derrota en la guerra franco-prusiana de 1870-71 fue el revanchismo: un profundo sentimiento de amargura, odio y exigencia de venganza contra Alemania, especialmente debido a la pérdida de Alsacia y Lorena. Pinturas que enfatizaban la humillación de la derrota eran muy demandadas, como las de Alphonse de Neuville.
La política exterior francesa se basaba en un miedo a Alemania —cuyo mayor tamaño y rápidamente creciente economía no podía igualar— combinado con un revanchismo que exigía la devolución de Alsacia y Lorena. Dejando a un lado la amenaza alemana, la mayor parte de los franceses ignoraban los asuntos exteriores y los temas coloniales. En 1914 el principal grupo de presión era el Parti colonial, una coalición de 50 organizaciones con un total combinado de 5000 miembros.
Francia también tenía colonias en Asia y buscó alianzas y encontró en Japón un posible aliado. A petición de Japón, París envió misiones militares en 1872-1880, en 1884-1889 y en 1918-1919 para ayudar a modernizar el ejército japonés. Los conflictos con China sobre Indochina llegaron a su punto álgido con la guerra sino-francesa (1884-1885). El almirante Courbet destruyó la flota china anclada en Foochow. El tratado poniendo fin a la guerra puso a Francia en un protectorado sobre el norte y el centro de Vietnam, que dividió en Tonkín y Annam.
En un esfuerzo por aislar a Alemania, Francia lo intentó todo para atraer a Rusia, Gran Bretaña y España, primero a través de la Alianza franco-rusa de 1894, luego la Entente Cordiale de 1904 con Gran Bretaña y finalmente la Entente anglo-rusa en 1907 que se convirtió en la Triple Entente. Los acercamientos a España se realizaron a través de propuestas de reparto de Marruecos que se dieron en 1902, 1904 y 1912. Este alineamiento con Gran Bretaña y España, y la alianza formal con Rusia contra Alemania y Austria al final llevaría a Rusia y Gran Bretaña a entrar en la Primera Guerra Mundial como aliados de Francia y a España a unirse a Francia en caso de un ataque italiano contra Francia.

### Carrera naval germano-británica

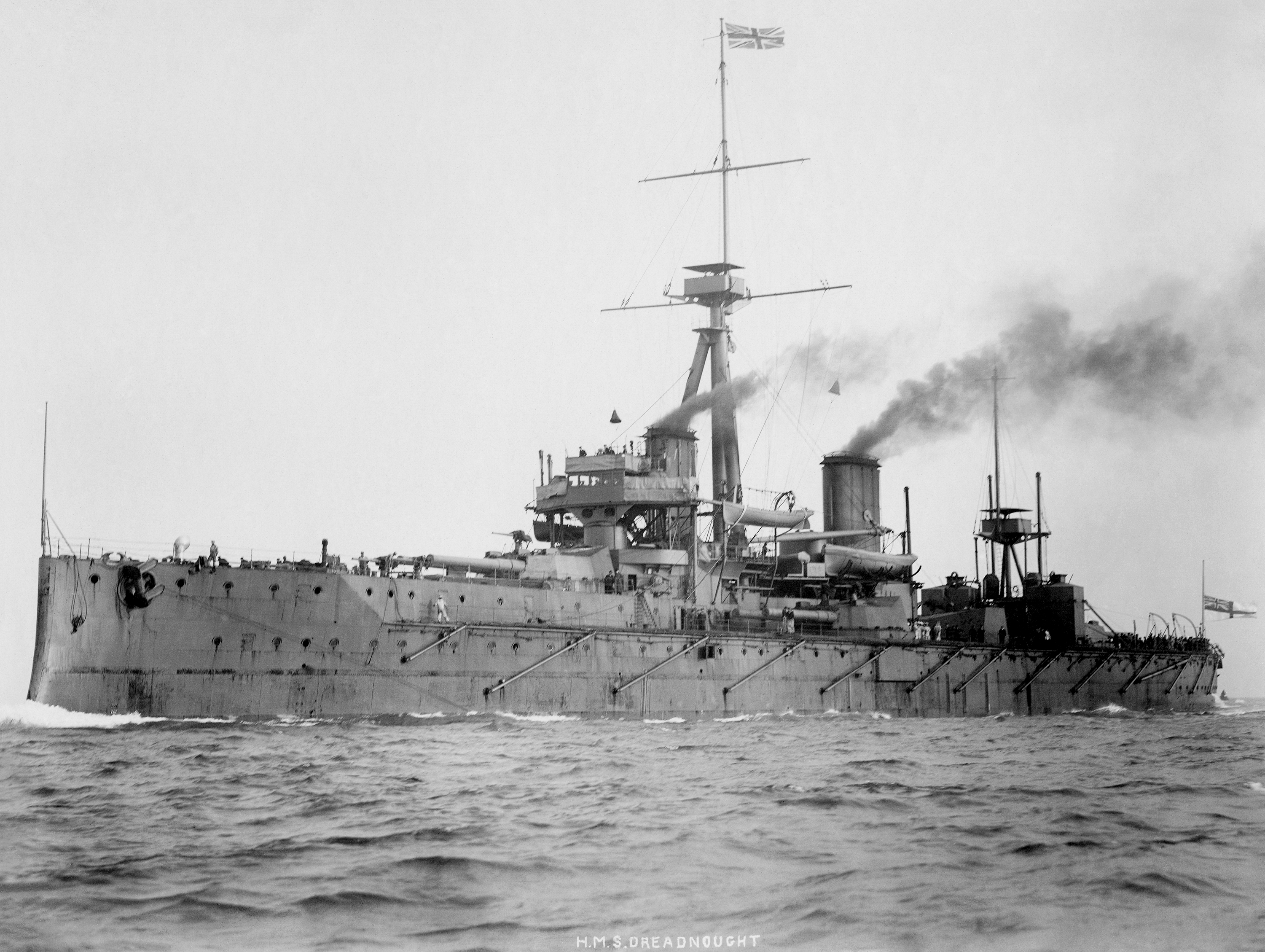
El británico Dreadnaught (1906) dejó obsoletos a todos los buques de guerra debido a que tenía diez cañones de 12 pulgadas de largo alcance, buscadores de rango mecánicos casi como de computadora, motores de turbina de alta velocidad que podían llegar a 21 nudos, y placas de acorazado de 11 pulgadas de ancho.

Después de 1805 el dominio de la Royal Navy británica era indiscutido; en la Alemania de los años 1890 Alemania decidió igualarlo. El gran almirante Alfred von Tirpitz (1849-1930) dominó la política naval alemana desde 1897 hasta 1916. Antes de que la moderna Alemania se formase en 1871, Prusia nunca tuvo una auténtica armada, ni ningún otro estado alemán. Tirpitz cogió la modesta armada del Imperio y la convirtió en una fuerza de clase mundial que podía amenazar la Royal Navy británica. Los británicos respondieron con nueva tecnología tipificada por la revolución del Dreadnaught, y siguió siendo el líder.
Tirpitz no fue así suficientemente fuerte como para enfrentarse a los británicos en la Primera Guerra Mundial la gran batalla naval de Jutlandia fracasó en su intento de acabar con el control británico de los mares o romper el agobiante bloqueo que impuso en Alemania. Alemania se volvió hacia la guerra submarina, que —junto con un mensaje descifrado por los británicos en el invierno de 1917 implicando ayuda a México— hicieron un enemigo de la potencia neutral más grande, los Estados Unidos.

## La Gran Guerra

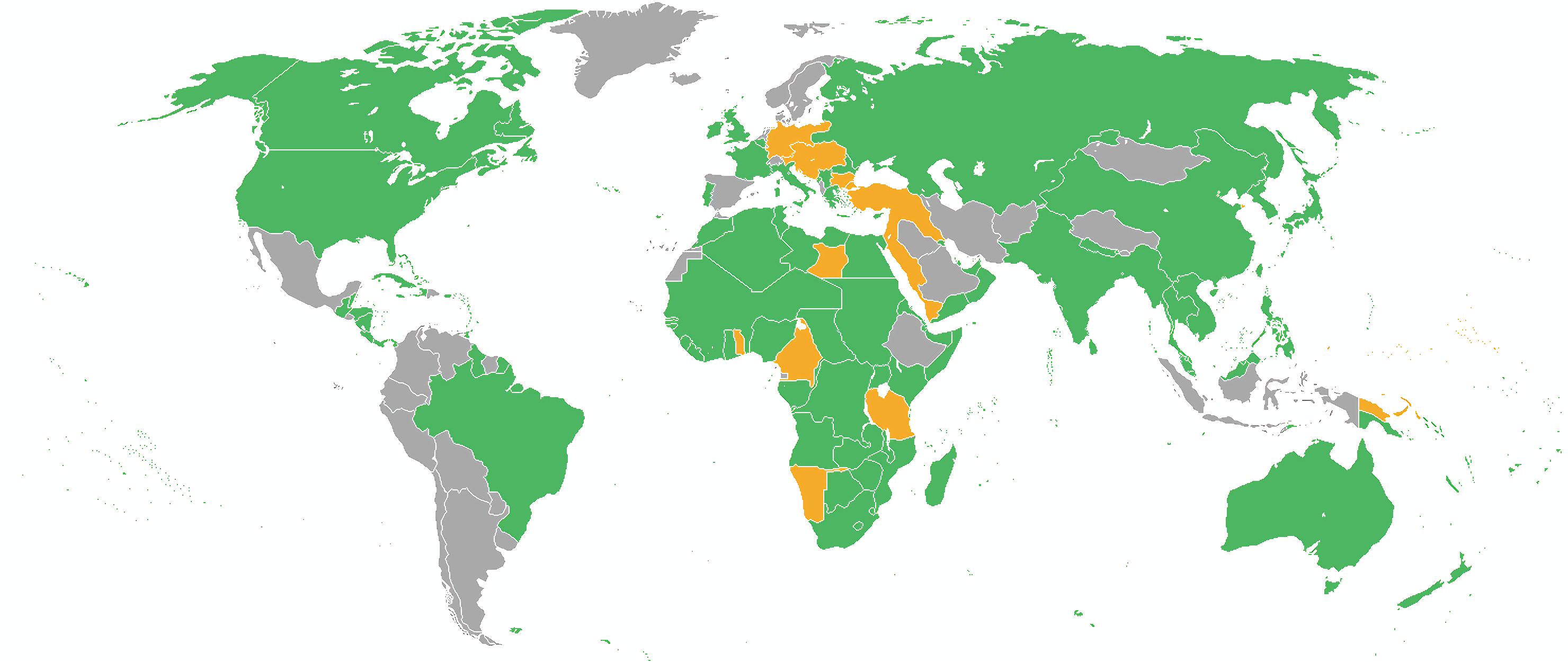
Los participantes en la Primera Guerra Mundial. Aquellos que lucharon junto a los Aliados están en verde, las Potencias centrales en naranja, y los países neutrales en gris.

La Gran Guerra, más tarde llamada Primera Guerra Mundial, fue un conflicto global que duró desde 1914 hasta 1918. Vio a las Potencias Centrales (Alemania y Austria-Hungría, más tarde se les unió el Imperio otomano y Bulgaria), luchando contra la "Entente" o las potencias "Aliadas" lideradas por Gran Bretaña, Rusia y Francia desde 1914, a quienes más tarde se les unió Italia en 1915, y otros países como Rumanía en 1916. Los Estados Unidos, inicialmente neutrales, intentaron llegar a un acuerdo, pero en abril de 1917, declaró la guerra a Alemania. Los EE. UU. cooperaron con los Aliados pero no se unieron formalmente a ellos y negociaron la paz separadamente. A pesar de derrotar a Rumanía en 1916 y Rusia en marzo de 1918, los Poderes Centrales se derrumbaron en noviembre de 1918; y Alemania aceptó un "armisticio" que en la práctica era una rendición total.

### Tratados secretos
El uso de acuerdos secretos entre los aliados o con países neutrales continuó a lo largo de la guerra. Los aliados en particular los usaron para prometer que después de derrotar al Imperio otomano darían grandes partes de él a cambio de la ayuda inmediata en la guerra. Algunos territorios fueron prometidos a personas distintas, sobre el principio de que los conflictos se podrían resolverse después de lograrse la victoria. Algunas promesas tuvieron entonces que romperse y eso dejó legados amargos permanentes.
Tratados secretos de esta era incluyeron los Acuerdos de Cartagena en 1907 que en sus cláusulas secretas comprometía a España a unirse a la Entente en caso de que Italia participase de un conflicto contra Francia, a cambio de prestamos franceses e ingleses con vistas a fortalecer la marina española, lo cual se comenzó a llevar acabo ese mismo año. Otro tratado secreto fue el tratado secretamente concluido de alianza germano-otomana, concluido en Constantinopla el 2 de agosto de 1914. Ese tratado permitió que Alemania y Turquía permanecieran neutrales en el conflicto entre Austria-Hungría y Serbia, pero si Rusia interviniese "con medidas militares activas" los dos países se convertirían en aliados militares. Otro importante tratado secreto fue el Tratado de Londres, concluido el 26 de abril de 1915, en el que a Italia se le prometieron ciertas concesiones territoriales a cambio de unirse a la guerra en el lado de la Triple Entente (Aliados). Otro tratado secreto fue el Tratado de Bucarest, concluido entre Rumanía y las potencias de la Triple Entente (Gran Bretaña, Francia, Italia, y Rusia) el 17 de agosto de 1916; bajo este tratado, Rumanía se comprometió a atacar Austria-Hungría y a no buscar una paz separada a cambio de ciertas ganancias territoriales. El artículo 16 de ese tratado preveía que "El presente acuerdo se mantendrá secreto."

## Conferencia de paz de París y Tratado de Versalles 1919

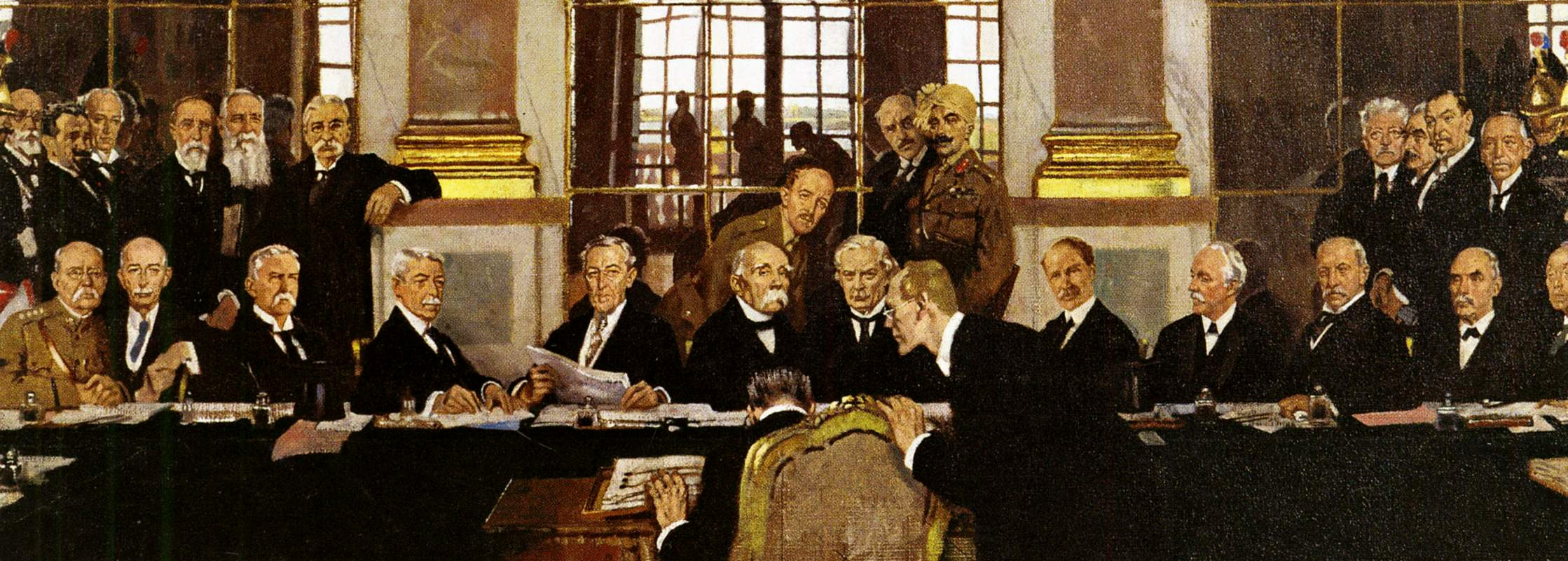
Detalle de la pintura de William Orpen La firma de la paz en el salón de los espejos de Versalles, 28 de junio de 1919, mostrando la firma del tratado de paz por un oficial alemán menos opuesto a los representantes de las potencias vencedoras.

La guerra mundial fue arreglada por los vencedores en la conferencia de paz de París en 1919. 27 naciones enviaron delegaciones, y hubo muchos grupos no gubernamentales, pero las potencias derrotadas no fueron invitadas.
Los "Cuatro Grandes" fueron el presidente Woodrow Wilson de los Estados Unidos, el primer ministro David Lloyd George de Gran Bretaña, George Clemenceau de Francia, y, de menor importancia, el primer ministro italiano Vittorio Orlando. Se encontraron informalmente 145 veces y tomaron todas las decisiones principales, que a su vez fueron ratificadas por otros.
Las decisiones principales fueron la creación de la Sociedad de las Naciones; los cinco tratados de paz con enemigos derrotados (principalmente el tratado de Versalles con Alemania); se impusieron graves reparaciones de guerra a Alemania; la entrega de posesiones de ultramar otomanas y germanas como "mandatos", principalmente a Gran Bretaña y Francia; y el dibujo de nuevas fronteras nacionales (a veces con plebiscitos) para reflejar mejor las fuerzas del nacionalismo. En la "cláusula de culpabilidad" (sección 231), la guerra fue achacada a la "agresión de Alemania y sus aliados." Alemania solo pagó una pequeña fracción de las reparaciones antes de que se suspendieran en 1931.

## Para saber más

### Investigaciones
- New Cambridge Modern History (13 vol 1957-79), antiguo pero amplio estudio, la mayor partee de Europa; fuerte en la diplomacia
  - Bury, J. P. T. ed. The New Cambridge Modern History: Vol. 10: the Zenith of European Power, 1830-70 (1964) en línea
    - Craig, Gordon. "The System of Alliances and the Balance of Power." en J.P.T. Bury, ed. The New Cambridge Modern History, Vol. 10: The Zenith of European Power, 1830-70 (1960) pp 246–73.

  - Crawley, C. W., ed. The New Cambridge Modern History Volume IX War and Peace In An Age of Upheaval 1793-1830 (1965) en línea
  - H. C. Darby y H. Fullard The New Cambridge Modern History, Vol. 14: Atlas (1972)
  - Hinsley, F.H., ed. The New Cambridge Modern History, vol. 11, Material Progress and World-Wide Problems 1870-1898 (1979) en línea
  - Mowat, C. L., ed. The New Cambridge Modern History, Vol. 12: The Shifting Balance of World Forces, 1898-1945 (1968) en línea
- Abbenhuis, Maartje. An Age of Neutrals: Great Power Politics, 1815-1914 (Cambridge UP, 2014). 297 pp. Sobre el papel de la neutralidad crítica en línea
- Albrecht-Carrié, René. A Diplomatic History of Europe Since the Congress of Vienna (1958), 736pp; investigación básica
- Anderson, Frank Maloy, y Amos Shartle Hershey, eds. Handbook for the Diplomatic History of Europe, Asia, and Africa, 1870-1914 (1918), altamente detallado sumario preparado para su uso por la delegación estadounidense en la conferencia de paz de París de 1919. texto completo
- Bartlett, C. J.  Peace, War and the European Powers, 1814-1914 (1996) breve vista general 216pp
- Black, Jeremy. A History of Diplomacy (2010); se centra en cómo se organizaban los diplomáticos
- Evans, Richard J. The Pursuit of Power: Europe 1815-1914 (2016), 934pp.
- Figes, Orlando. The Crimean War: A History (2011)
- Gildea, Robert. Barricades and Borders: Europe 1800-1914 (Short Oxford History of the Modern World) (3.ª ed. 2003) 544 pp; en línea 2.ª ed, 1996
- Gooch, G.P. History of Modern Europe: 1878-1919 (1923) en línea
- Haas, Mark L. The Ideological Origins of Great Power Politics, 1789-1989 (Cornell UP, 2005),
- Kennedy, Paul. The Rise and Fall of the Great Powers Economic Change and Military Conflict From 1500-2000 (1987), enfatiza los factores económicos y militares
- Kissinger, Henry. Diplomacy (1995), 940pp; no una memoria sino una interpretación de la historia de la diplomacia internacional desde finales del siglo XVIII
- Langer, William. An Encyclopedia of World History (5.ª ed. 1973); resumen altamente detallado de los acontecimientos en línea gratis
- Langer, William.  European Alliances and Alignments 1870-1890 (1950); historia avanzada en línea
- Langer, William. The Diplomacy of Imperialism 1890-1902 (1950); historia avanzada en línea
- Mowat, R.B. A history of European diplomacy, 1815-1914 (1922) en línea gratis
- Petrie, Charles. Diplomatic History, 1713-1933 (1946) en línea gratis; historia detallada
- Rich, Norman. Great Power Diplomacy: 1814-1914 (1992), investigación completa
- Schroeder, Paul W. The Transformation of European Politics 1763-1848 (1994) 920pp; historia avazada y análisis de la gran diplomacia en línea
- Schroeder, Paul W. "International Politics, Peace, and War, 1815-1914," en T. C. W. Blanning, ed. The Nineteenth Century: Europe 1789-1914  (Oxford UP Press, 2000)
- Seaman, L.C.B. From Vienna to Versailles (1955) 216pp; breve resumen de historia diplomática en línea
- Sontag, Raymond. European Diplomatic History: 1871-1932 (1933), sumario básico; 425pp en línea
- Taylor, A.J.P. The Struggle for Mastery in Europe 1848–1918 (1954) 638pp; historia avanzada sobre la gran diplomacia
- Taylor, A.J.P.  "International Relations" en F.H. Hinsley, ed., The New Cambridge Modern History: XI: Material Progress and World-Wide Problems, 1870-98 (1962): 542-66.

### La llegada de la PGM
- Clark, Christopher. The Sleepwalkers: How Europe Went to War in 1914 (2013)
- Horne, John, ed. A Companion to World War I (2012) 38 ensayos de eruditos
- Kennedy, Paul M., ed. The War Plans of the Great Powers, 1880-1914 (1979)
- Kramer, Alan. "Recent Historiography of the First World War – Part I", Journal of Modern European History (febrero de 2014) 12#1 pp 5–27; "Recent Historiography of the First World War (Part II)", (mayo de 2014) 12#2 pp 155–174
- McDonough, Frank. The Origins of the First and Second World Wars (1997) libro de texto, 125pp extracto
- MacMillan, Margaret. The War That Ended Peace: The Road to 1914 (2013)
- Mulligan, William. "The Trial Continues: New Directions in the Study of the Origins of the First World War." English Historical Review (2014) 129#538 pp: 639–666.
- Neiberg, Michael S. Dance of the Furies: Europe and the Outbreak of World War I (2011), sobre la opinión pública
- Tucker, Spencer, ed. European Powers in the First World War: An Encyclopedia (1999)

### Diplomacia en tiempo de guerra
- Stevenson, David (1988). The First World War and International Politics. Oxford UP.
- Strachan, Hew (2003). The First World War: Volume I: To Arms. Oxford UP.
- Tooze, Adam. The Deluge: The Great War, America and the Remaking of the Global Order, 1916-1931 (2014) énfasis en lo aconómico.